# Giorgio Vasari
Giorgio Vasari (30. července 1511, Arezzo – 27. června 1574, Florencie) byl italský architekt, dvorní malíř Medicejských a životopisec florentských umělců (mj. Leonarda da Vinci, Raffaela či Michelangela).

## Mládí
Giorgio Vasari se narodil v Arezzu v Toskánsku. Na doporučení svého bratrance Lucy Signorelli se stal žákem malíře vitráží Guglielmo da Marsiglia. V jeho šestnácti letech jej kardinál Silvio Passerini poslal do Florencie. Ve Florencii se dostal do skupiny umělců soustředěných kolem Andrea del Sarta a jeho žáků Rossa Fiorentina a Jacopa Pontorma. Jeho humanistické vzdělání se zde dále tříbilo. ve Florencii poznal i sochaře Michelangela, stali se přáteli a jeho malířský styl ovlivnil i Vasariho malbu.

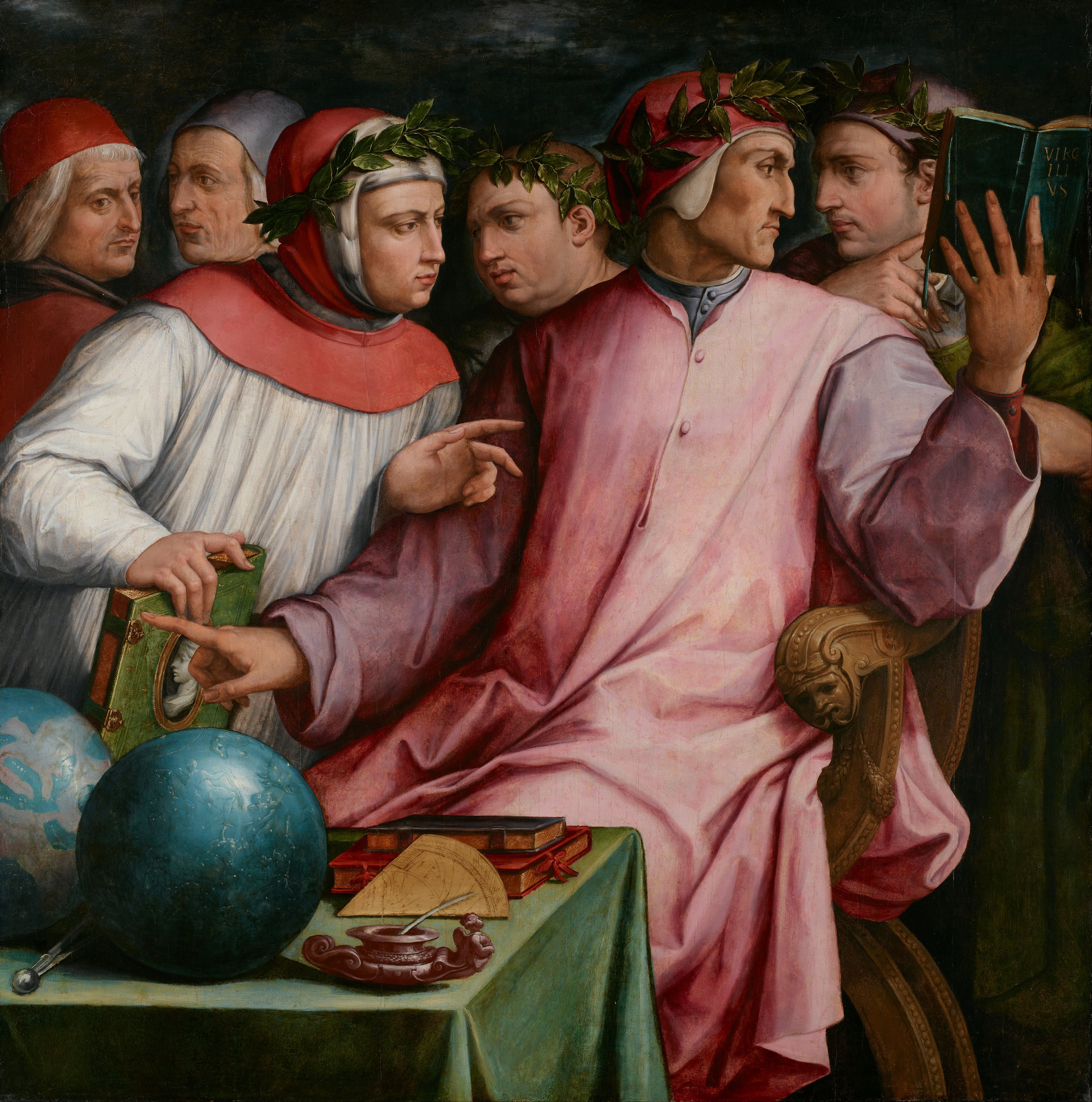
Giorgio Vasari: Šest toskánských básníků, kolem 1544. Zleva doprava: Marsilio Ficino, Cristoforo Landino, Francesco Petrarca, Giovanni Boccaccio, Dante Alighieri a Guido Cavalcanti.

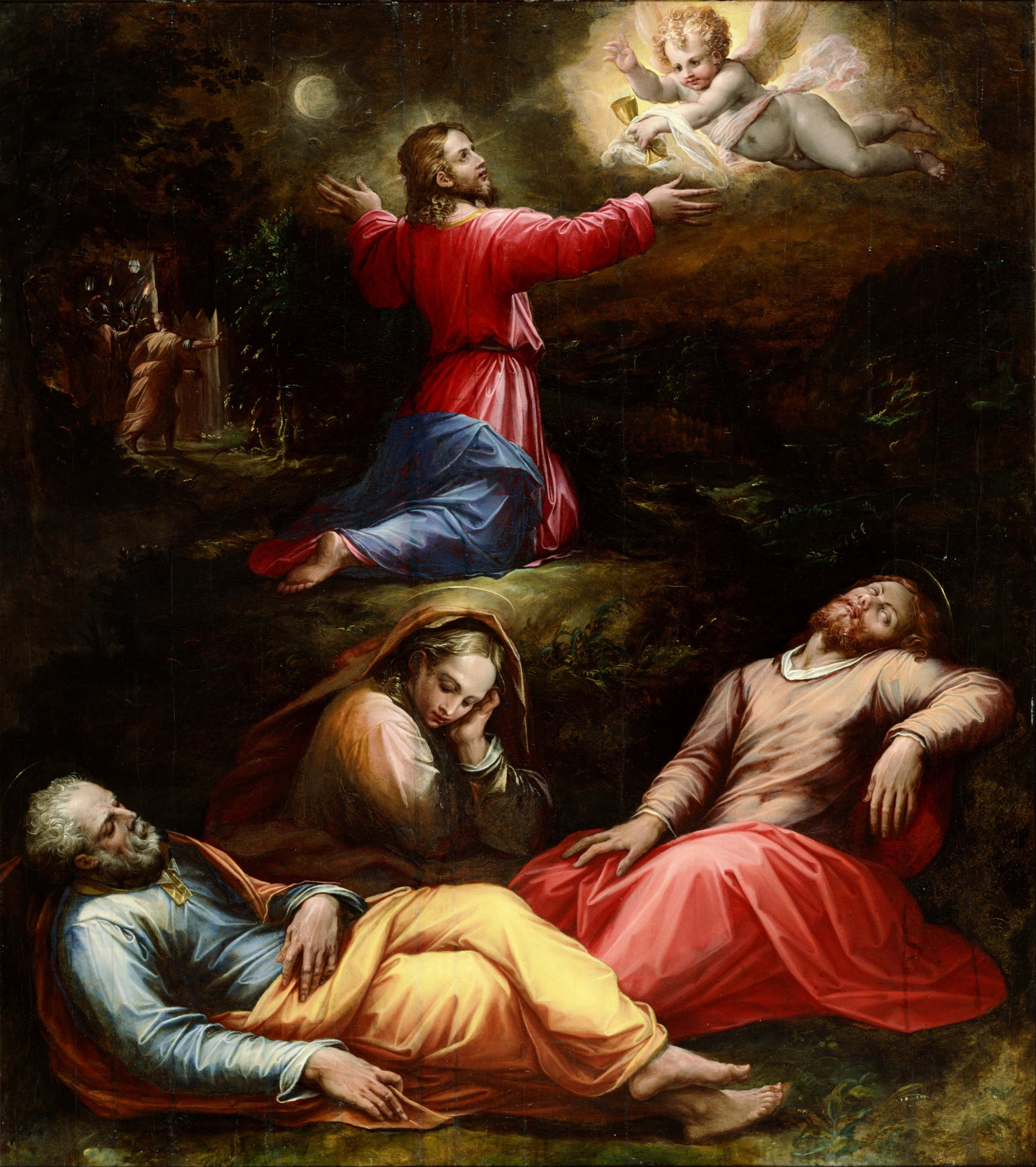
Giorgio Vasari: Zahrada Getsemanská

## Vasari malíř
V roce 1529 navštívil Vasari Řím. Studoval zde díla Raphaela a dalších umělců římské renesance. Vasariho manýristické obrazy byly obdivovány více za jeho života než po jeho smrti. V roce 1547 dokončil freskovou výzdobu galerie Sala dei Cento Giorni v Palazzo della Cancelleria v Římě. Fresky ukazují manýristický styl Giorgia Vasariho a jeho studia. Vasariho hlavními zaměstnavateli byli členové rodiny Medici. Pracoval pro ně ve Florencii, v Římě, v Neapoli (například Vasari Sacristy), v Arezzu a dalších městech. Mnohé z jeho obrazů stále existují. Nejdůležitější v nich jsou nástěnné a stropní malby v Sala di Cosimo I. v Palazzo Vecchio ve Florencii. Vasari tam se svými asistenty pracoval od roku 1555. Vyzdobil freskami kupoli florentské katedrály Santa Maria del Fiore, nazývanou také Il Duomo di Firenze. Výzdobu Il Duomo dokončili Federico Zuccari za pomoci Giovanniho Balducciho. Spolupracoval při výzdobě Studiola. Studiolo bylo znovu sestaveno v Palazzo Vecchio. Mezi jeho další žáky nebo stoupence patří Sebastiano Flori, Bartolommeo Carducci, Domenico Benci, Tommaso del Verrocchio, Federico di Lamberto (Federigo del Padovano), Niccolo Betti, Vittor Casini, Mirabello Cavalori (Salincorno), Jacopo Coppi (Jacopo di Meglio) Piero di Ridolfo, Stefano Veltroni z Monte Sansavino, Orazio Porta ze Sansavina, Alessandro Fortori z Arezza, Bastiano Flori z Arezza, Fra Salvatore Foschi z Arezza a Andrea Aretino.

## Vasari architekt

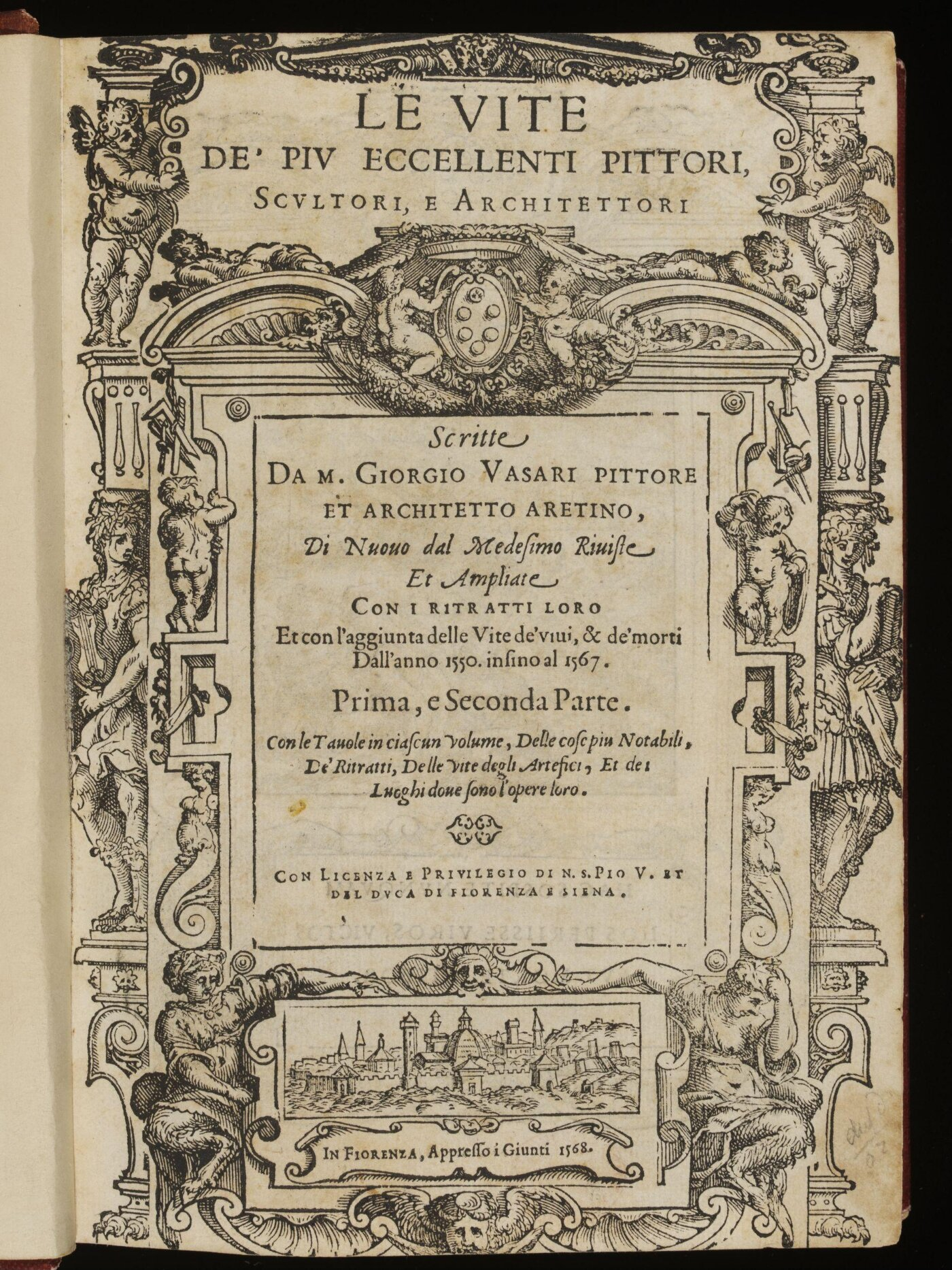
Titulní list Vasariho encyklopedie

Vedle své kariéry malíře byl Vasari také úspěšný architekt. Jeho návrh lodžie pro Galleria degli Uffizi u řeky Arno otevírá jedinečný pohled na renesanční ulici s jednotnou architektonickou úpravou.

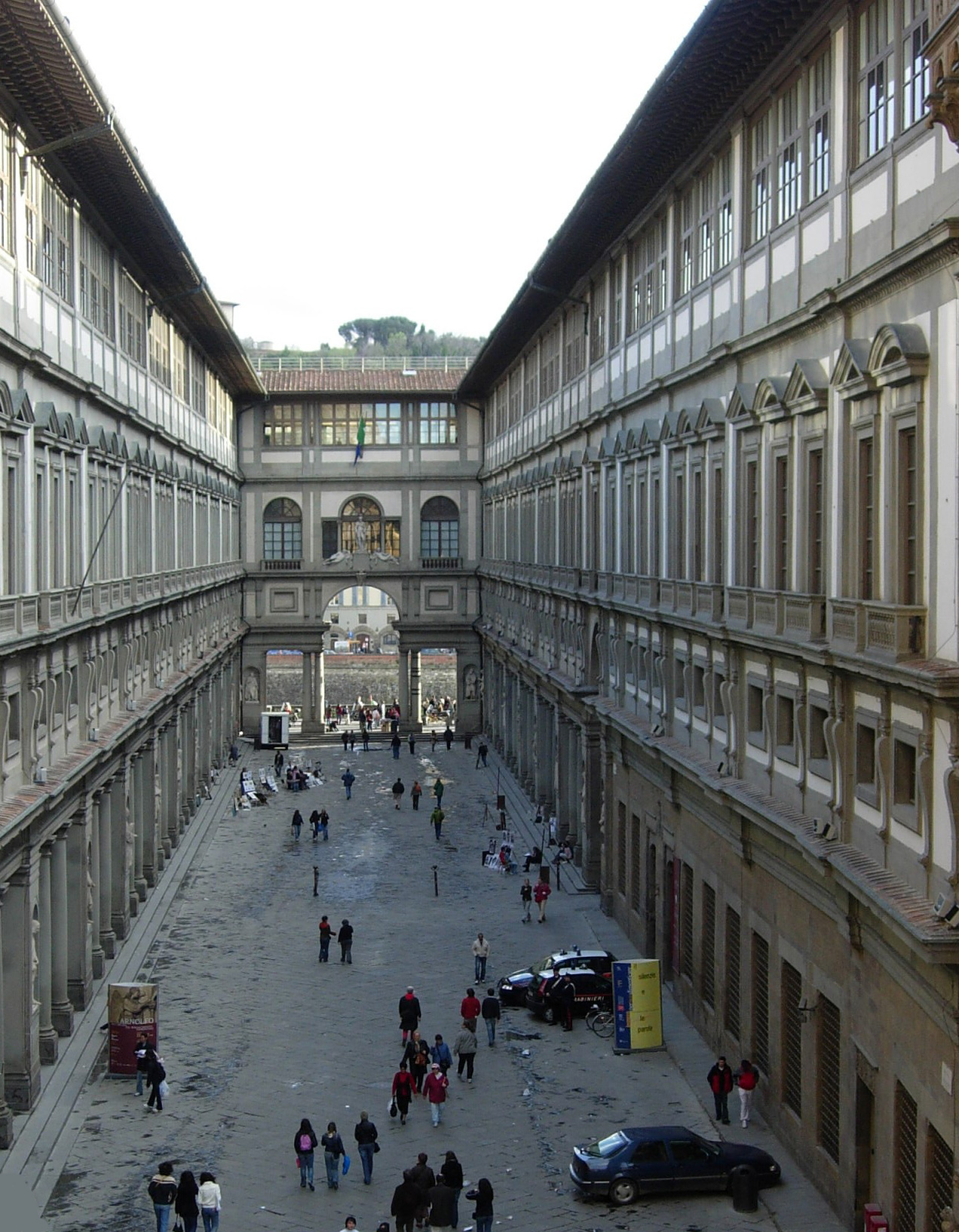
Pohled na Galleria degli Uffizi z horní lodžie Palazzo Vecchio.

Ve Florencii vybudoval Vasari také dlouhý průchod, nyní nazývaný Corridoio Vasariano, který spojuje palác Uffizi s Palazzo Pitti na druhé straně řeky. Arkády koridoru prochází podél řeky Arno, protínají slavný kamenný most Ponte Vecchio a pokračují kolem exteriéru několika budov. Most byl kdysi domovem Mercado de Vecchio. Ve Florencii rekonstruoval středověké chrámy Santa Maria Novella a Basilica di Santa Croce (Bazilika sv. Kříže). Prostor mezi kněžištěm a chrámovou lodí upravil v manýristickém stylu. V chrámu Santa Croce vytvořil obraz Adorazione dei Magi (Klanění tří králů). Zakázkou ho pověřil papež Pius V. v roce 1566, obraz byl dokončen v únoru 1567. Obraz byl restaurován a vystaven v roce 2011 v Římě a v Neapoli. Obraz bude vrácen do kostela Santa Croce v Bosco Marengo (provincie Alessandria, Piemont). V roce 1562 postavil Vasari osmibokou kupoli na chrám Basilica della Madonna dell'Umiltà (Bazilika Panny Marie Pokorné) v městě Pistoia v Toskánsku. Kupole je příkladem vyspělé renesanční architektury. V Římě Vasari spolupracoval s Giacomo Barozzi da Vignola a Bartolomeo Ammanati pro papeže Julia III. na jeho vile Villa Giulia.

## Vasari historik
Vasari je často nazývaný prvním uměleckým historikem pro svou encyklopedii Vite de più eccellenti pittori, scultori, ed architettori (Životy nejlepších malířů, sochařů a architektů). Jeho biografie umělců byla poprvé vydána v roce 1550 a Vasari ho dedikoval vévodovi Cosimo I. de 'Medici. Jako první použil Vasari termín renesance (rinascita) v tištěné podobě, ačkoli povědomí o probíhajícím znovuzrození v umění bylo ve vzduchu od doby Leona Battisty Albertiho (14. února 1404–25. dubna 1472), jenž byl italským humanistickým autorem, umělcem, architektem, básníkem, knězem, lingvistou, filozofem a kryptografem; byl ztělesněním renesančního muže. Používal také termín gotické umění, ačkoli slovo Goth spojoval s barbarským německým stylem. Jeho encyklopedie zahrnovala také pojednání o technických metodách používaných v umění. Kniha byla částečně přepsána a rozšířena v roce 1568, s přidáním portrétů umělců. (Některé z dřevorytů jsou poněkud podezřelé.) První vydání přisuzuje veškerý vývoj renesančního umění – například vynález rytiny umělcům ve Florencii. Zvláště benátské umění (společně s uměním z jiných částí Evropy) je v prvním vydání systematicky ignorováno. Mezi prvním a druhým vydáním Vasari navštívil Benátky. Ve druhém vydání encyklopedie z roku 1568 Vasari přece jen věnuje benátskému umění více pozornosti, (konečně i Tizianovi), činí tak však bez dosažení neutrálního pohledu. V jeho bibliografii je také mnoho nepřesností. Například Vasari píše, že Andrea del Castagno zabil Domenica Veneziano, což nemůže být pravda vzhledem k tomu, že Castagno zemřel několik let před Venezianem. Vasariho umělecké životopisy obsahují i zábavné historky. V mnohých jeho historkách je zrnko pravdy, zatímco jiné jsou autorskými fikcemi. Například příběh mladého Giotto di Bondone, malujícího mouchu na obraz malíře Cimabue, kterou se starší mistr opakovaně pokoušel odhánět. Historka je vytvořená na základě anekdoty o řeckém malíři Apellesovi. Vasari nepátral v archivech, neověřoval si informace, jak to dělají moderní historici umění. Jeho biografie byla spolehlivá pro malíře generací minulých a malíře jeho generace. Moderní kritika – s novými materiály podpořenými výzkumem – opravila mnoho z jeho tvrzení. Na konci encyklopedie přidává Vasari náčrt svého vlastního životopisu a dodává další podrobnosti o své rodině a životě, o životě Lazzara Vasariho a Francesca Salviatiho (také znám jako Francesco Rossi či Cecchino del Salviati). Podle historika Richarda Goldthwaiteho byl Vasari jedním z nejstarších autorů, kteří používali v ekonomickém smyslu termín soutěž (italsky „concorrenza“). Používal tento termín opakovaně a zdůraznil jej ve svém úvodu do života Pietra Perugina, když vysvětloval důvody upřednostňování florentského umění. Podle názoru Vasariho florentští umělci vynikali, protože byli hladoví a byli hladoví, protože mezi nimi panovala tvrdá konkurence. A tato konkurence prověřovala jejich umělecké schopnosti. Konkurence, řekl, je jedna z živin, která je udržuje.

## Spoluzakladatel Akademie
Vasari získal během svého života skvělou pověst a značné bohatství. V roce 1547 si postavil v Arezzu krásný dům a jeho zdi a kleny vyzdobil malbami. Z domu je nyní Vasariho muzeum. Byl zvolen do obecní rady svého rodného města a stal se i tzv. gonfalonierem, formálním vládcem města, jehož volili členové cechu vždy na dobu dvou měsíců. V roce 1563 společně s vévodou Cosimem I. Medicejským a Michelangelem pomohl založit ve Florencii Akademii a společnost umění (Accademia e Compagnia delle Arti del Disegno) a vybrat do ní 36 umělců-členů.

## Vyznamenání
- rytíř Řádu zlaté ostruhy (30. června 1571)[1]

## Galerie

Giorgio Vasari – obrazy
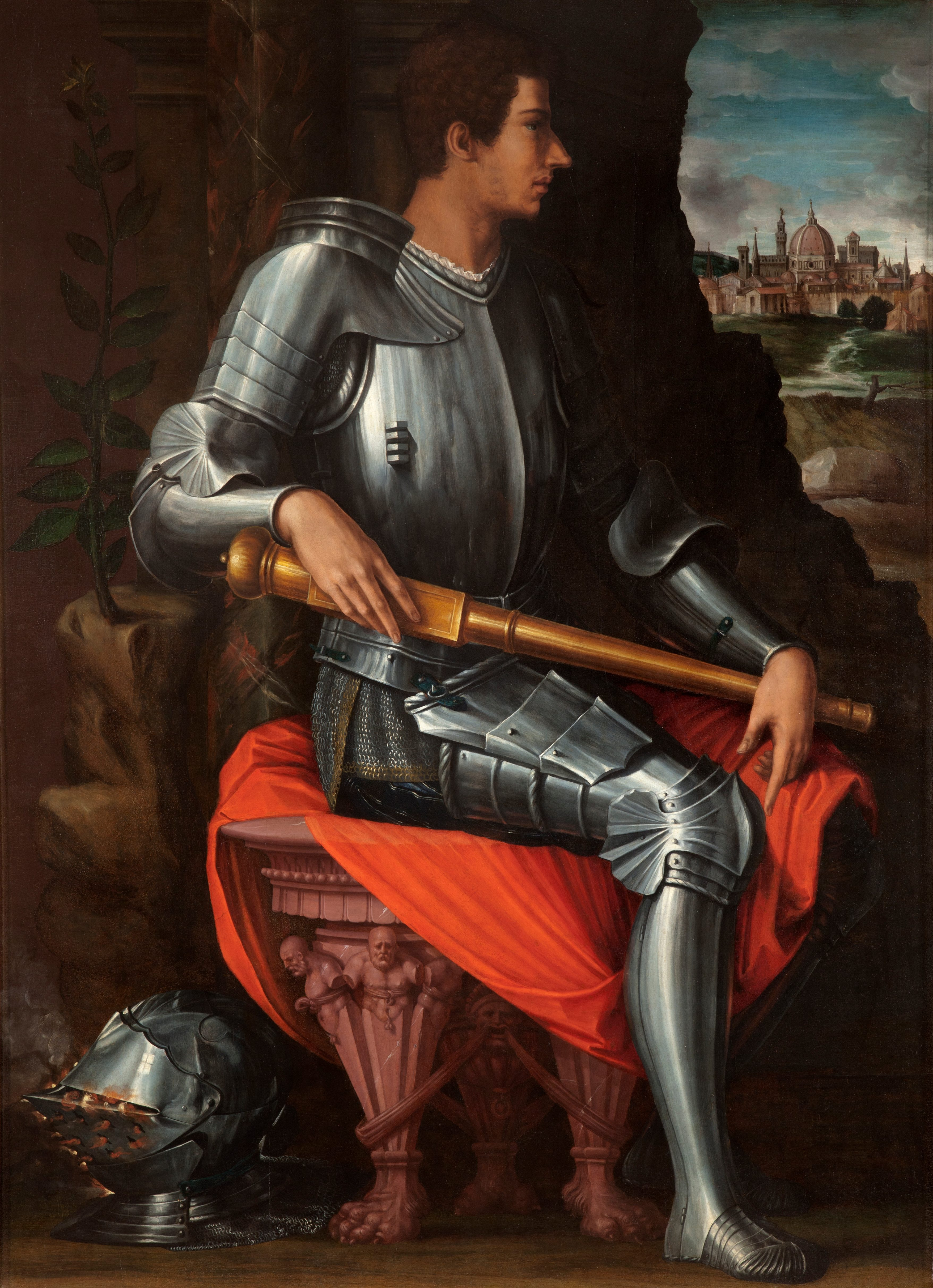
Alessandro de Medici odpočívající
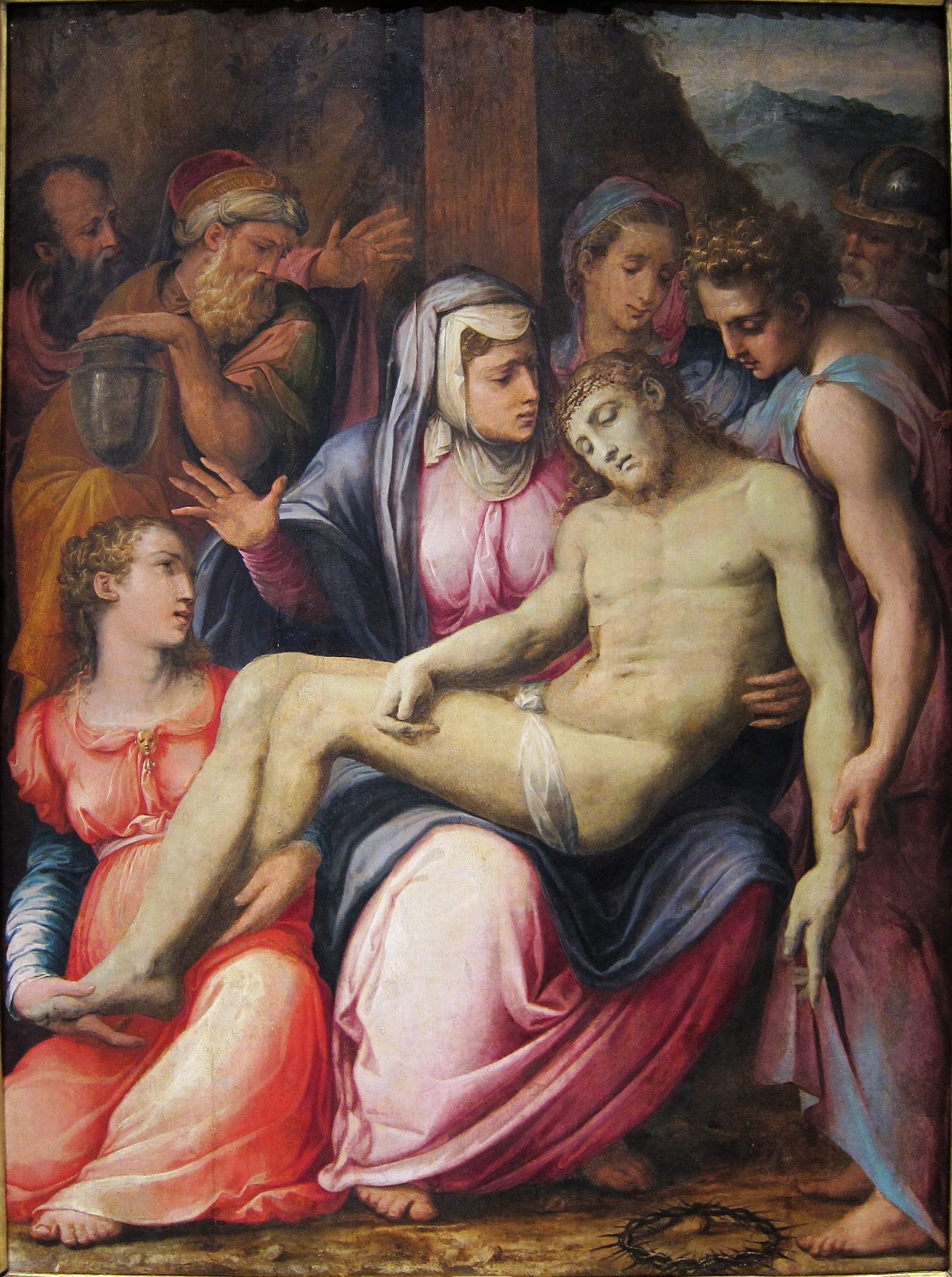
Pieta
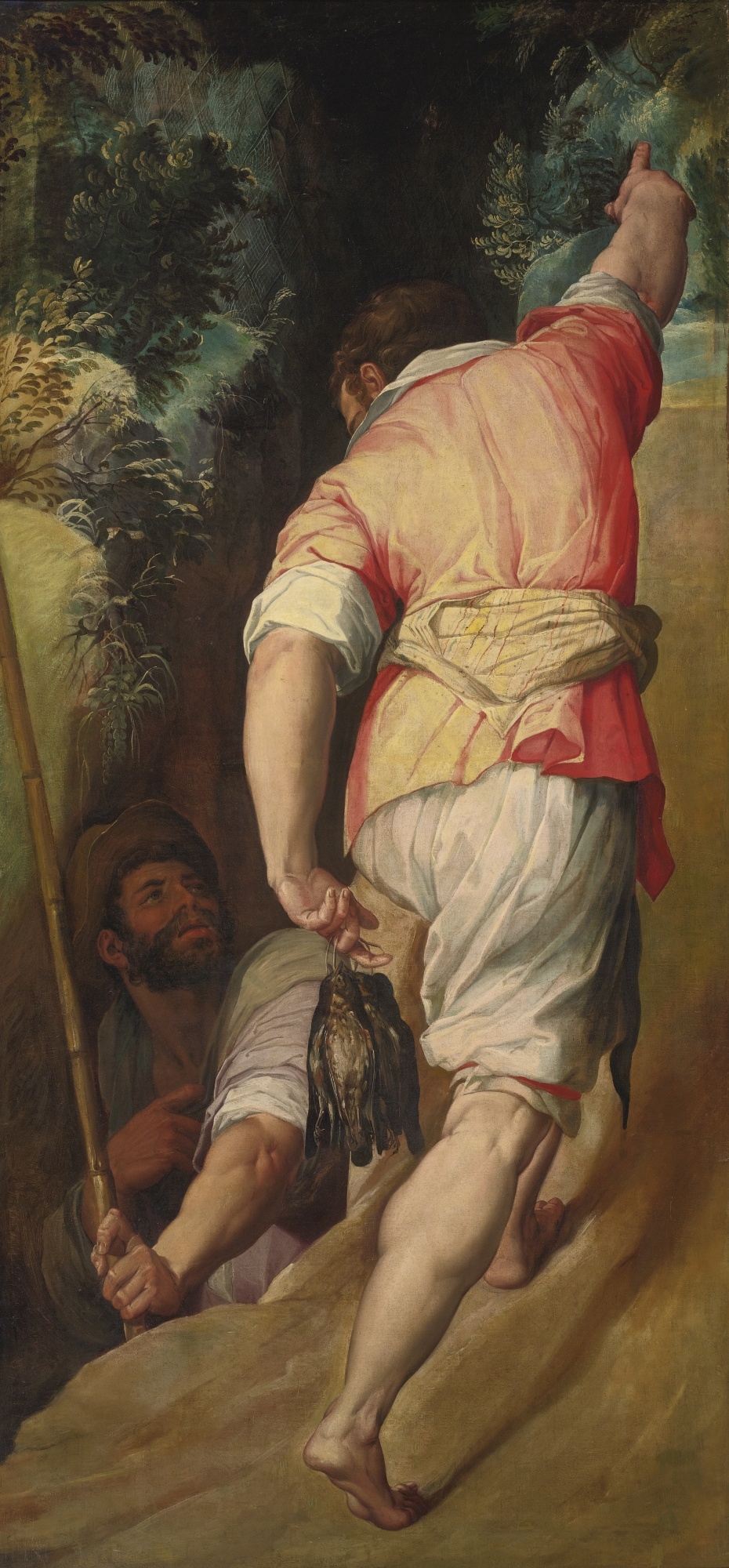
Lovci ptáků
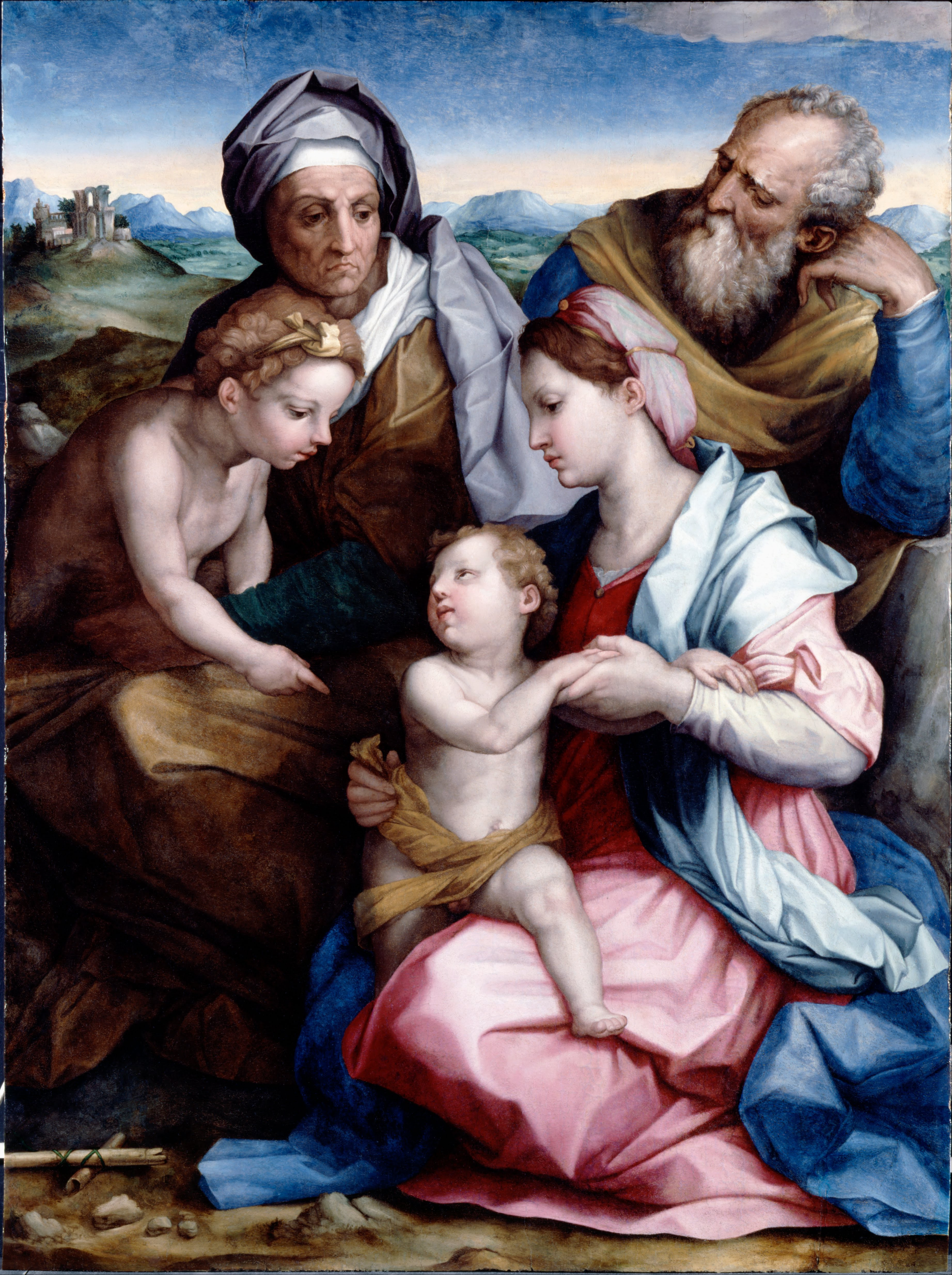
Svatá rodina
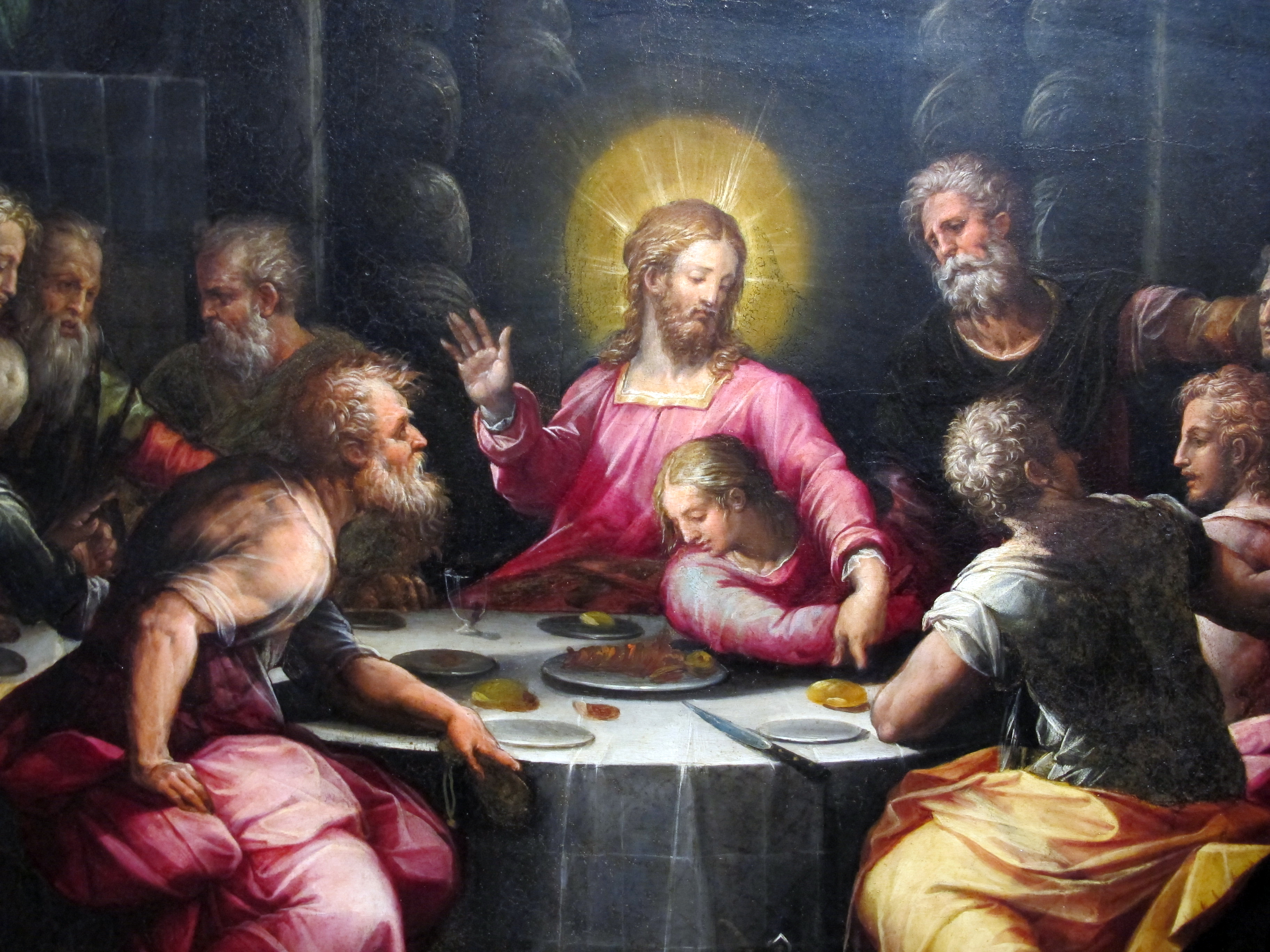
Poslední večeře
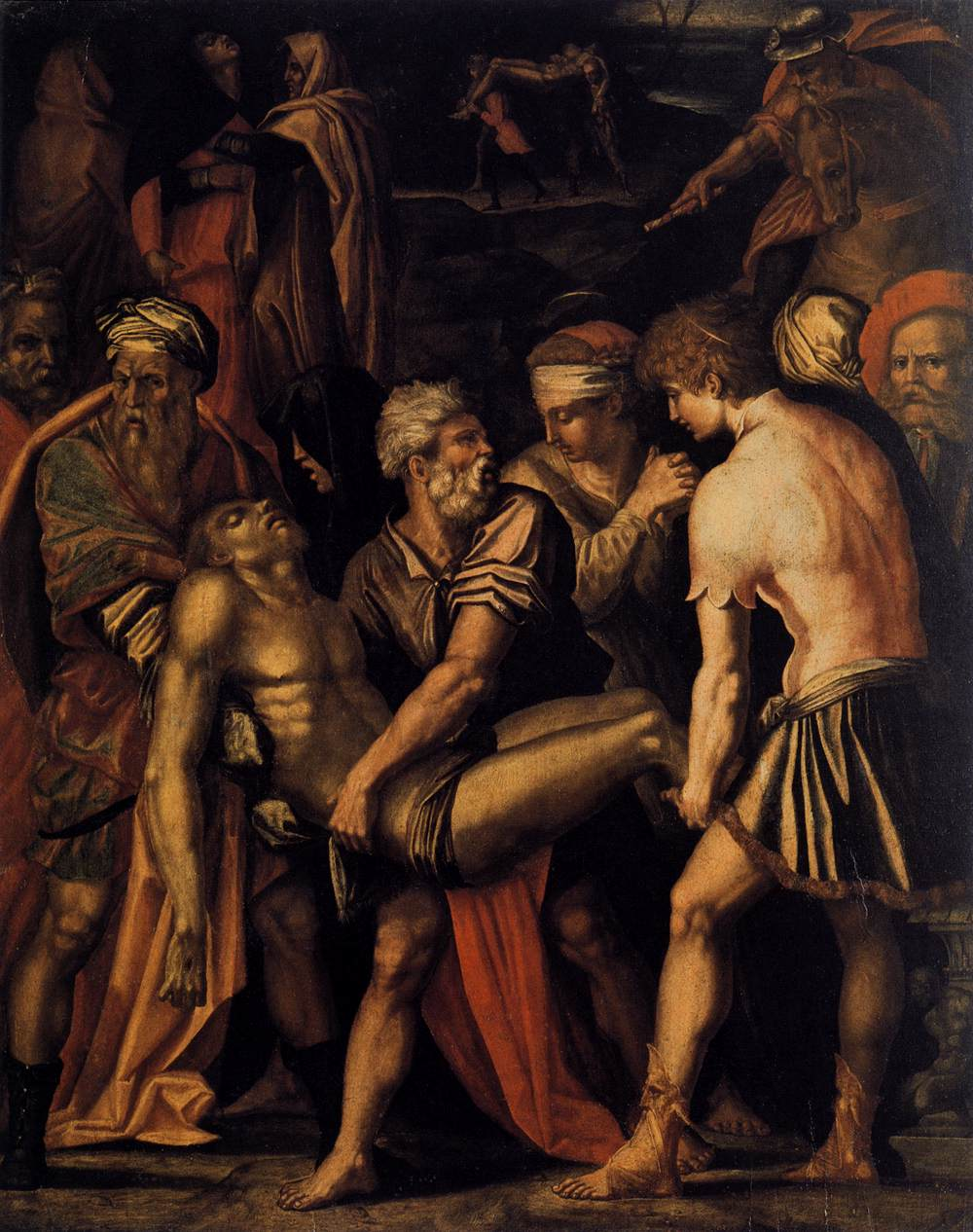
Ukládání Krista do hrobu
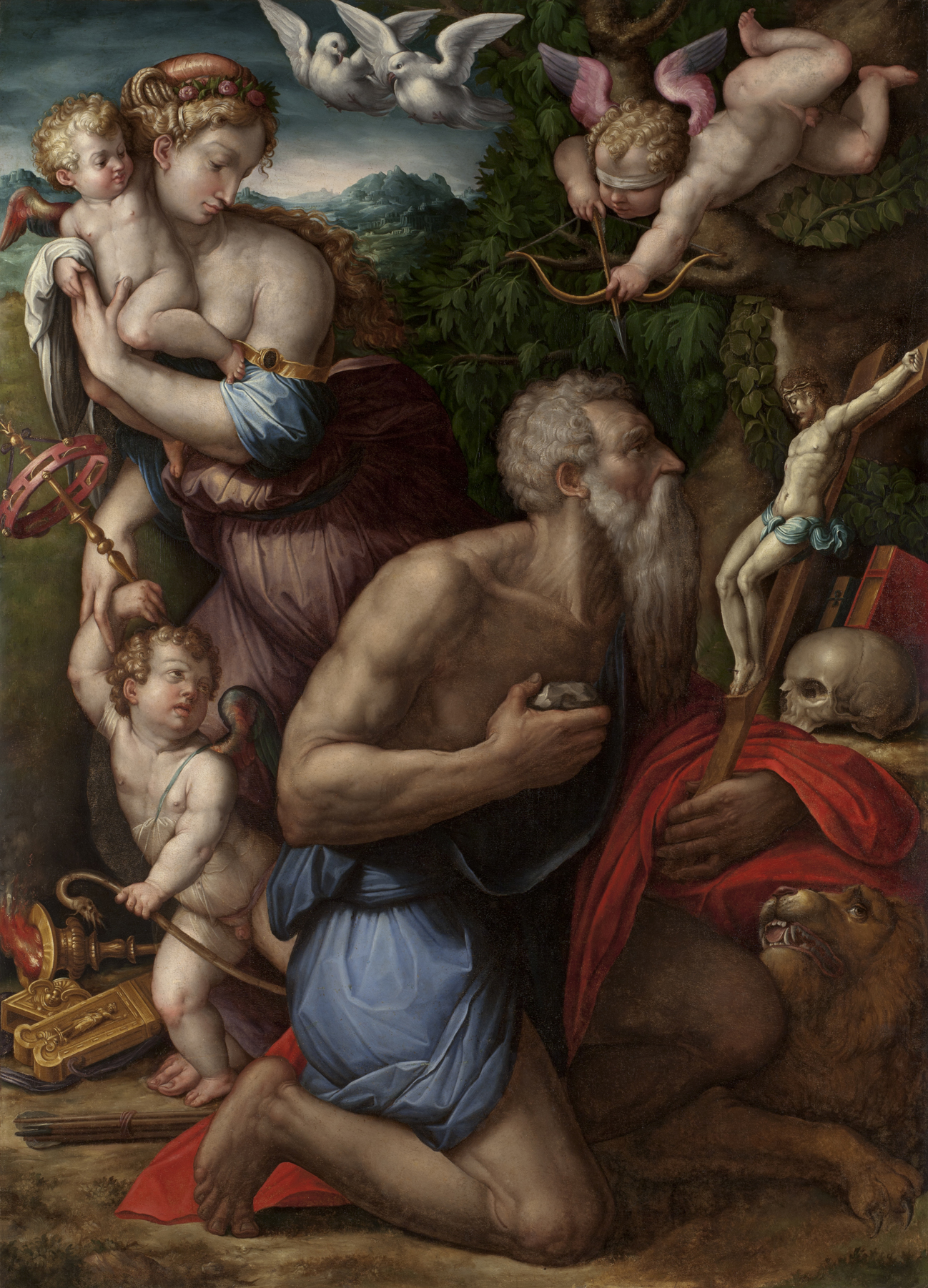
Pokušení Sv. Jeronýma
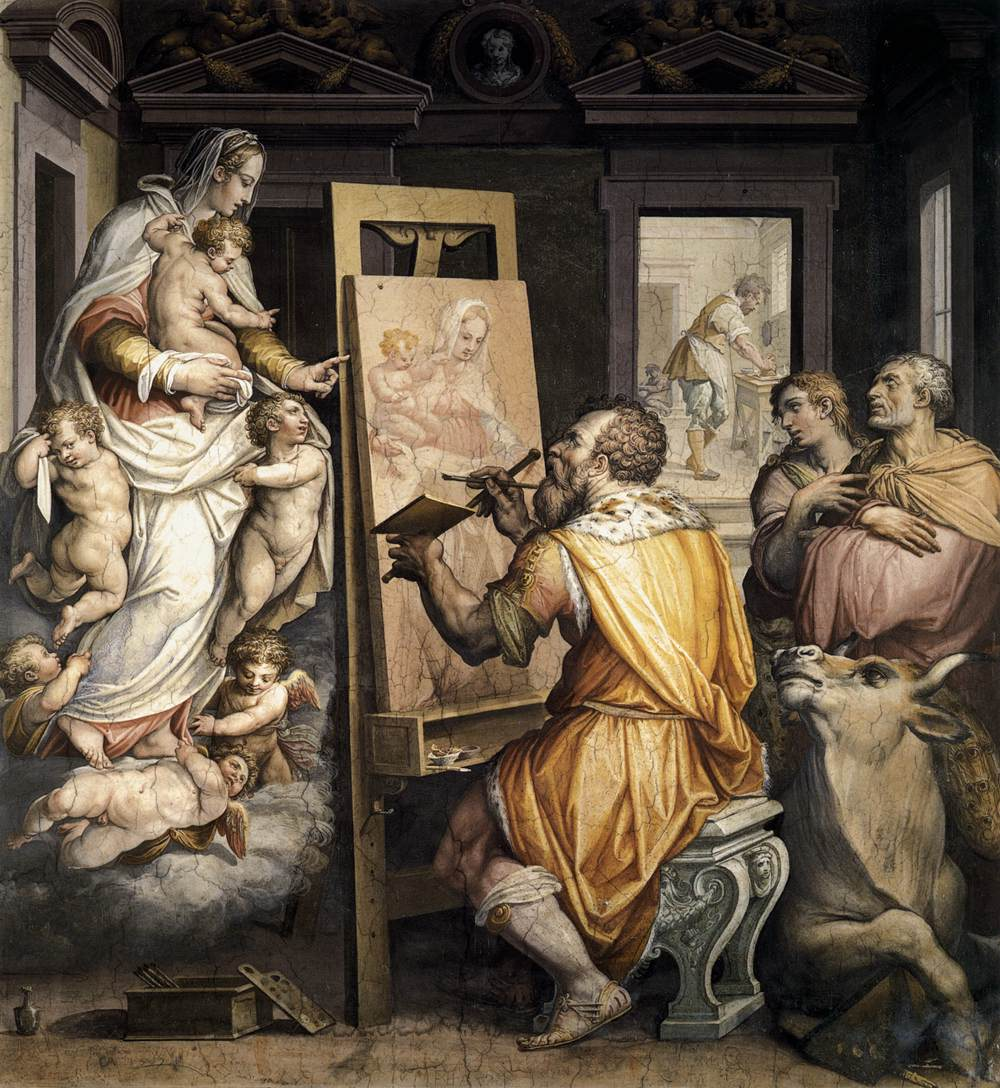
Sv. Lukáš maluje madonu
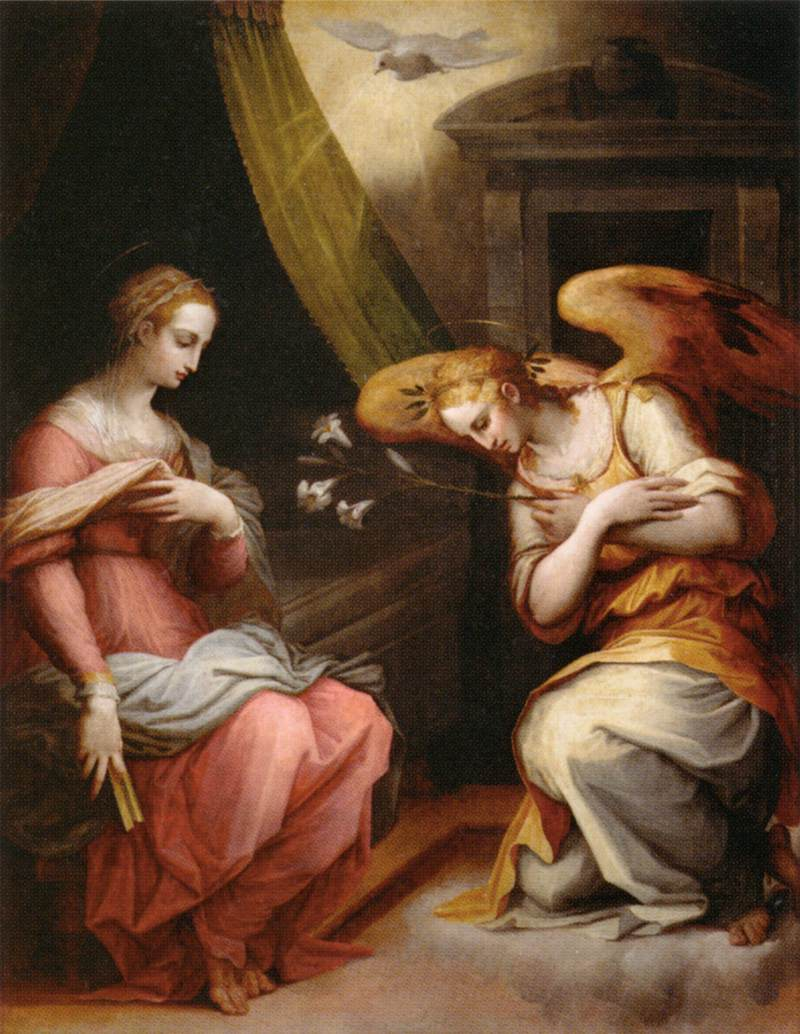
Zvěstování
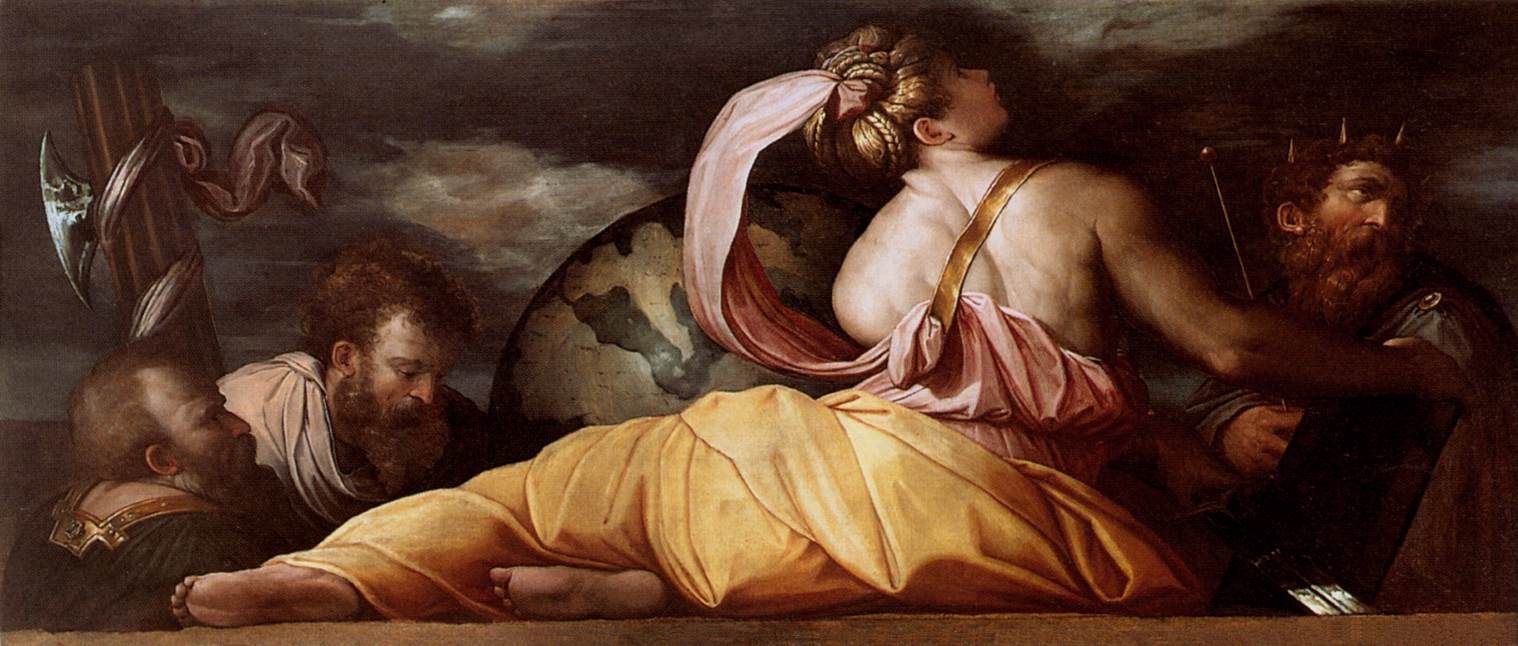
Soud
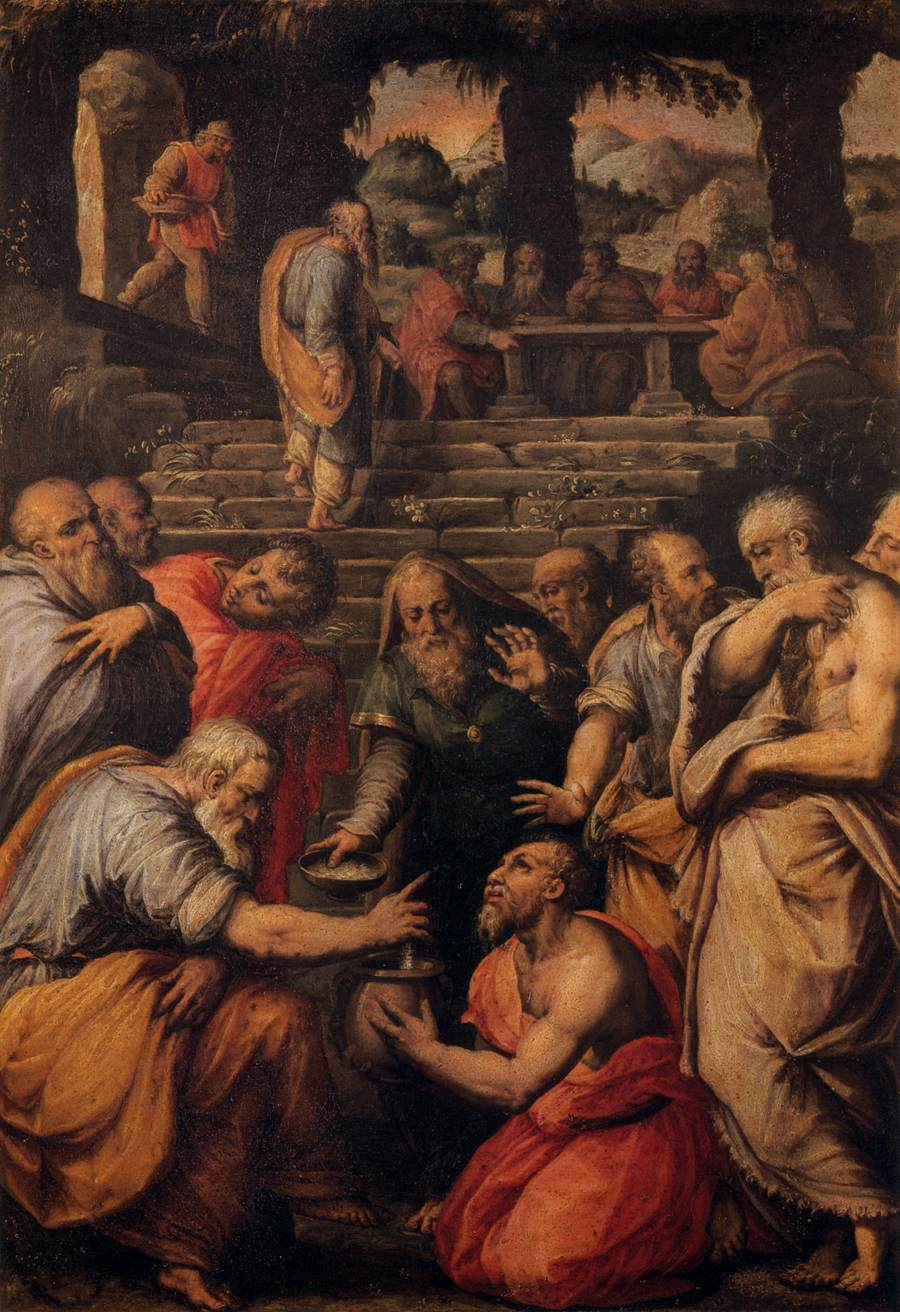
Prorok Eliáš
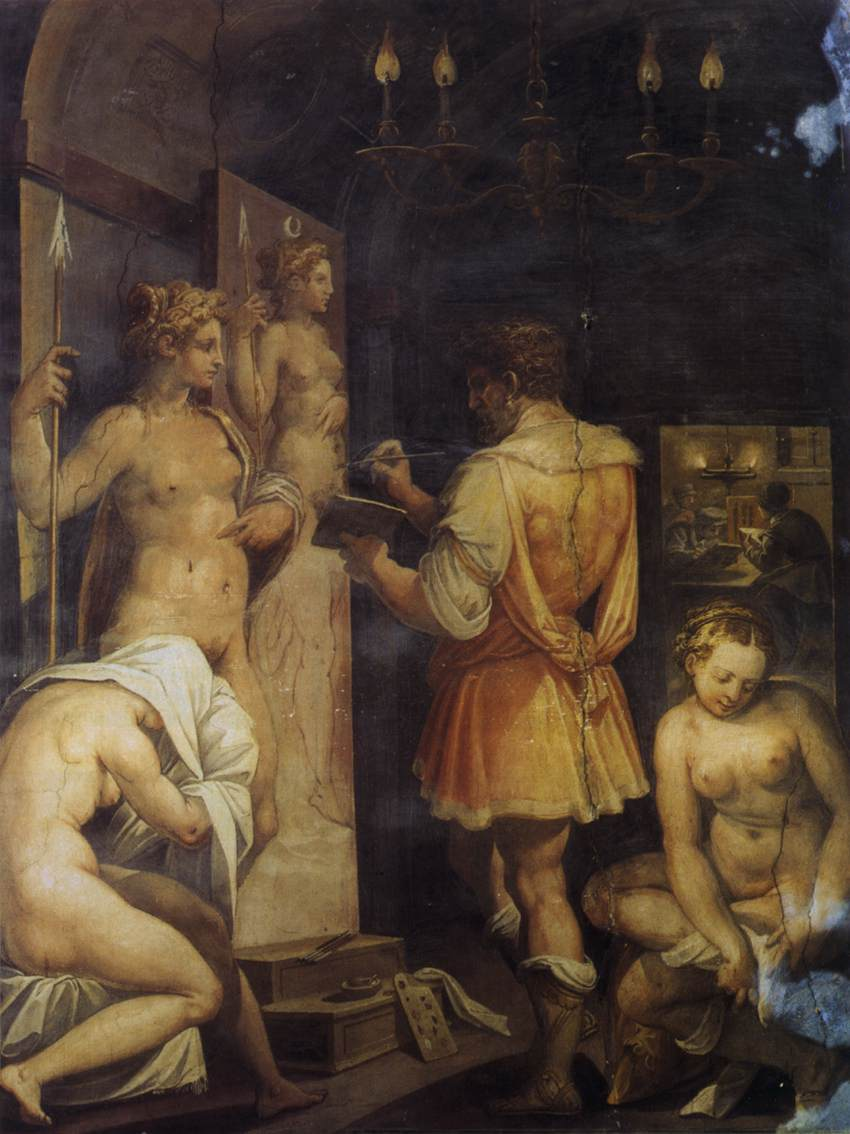
Malířův ateliér

Giorgio Vasari – fresky a dekorace
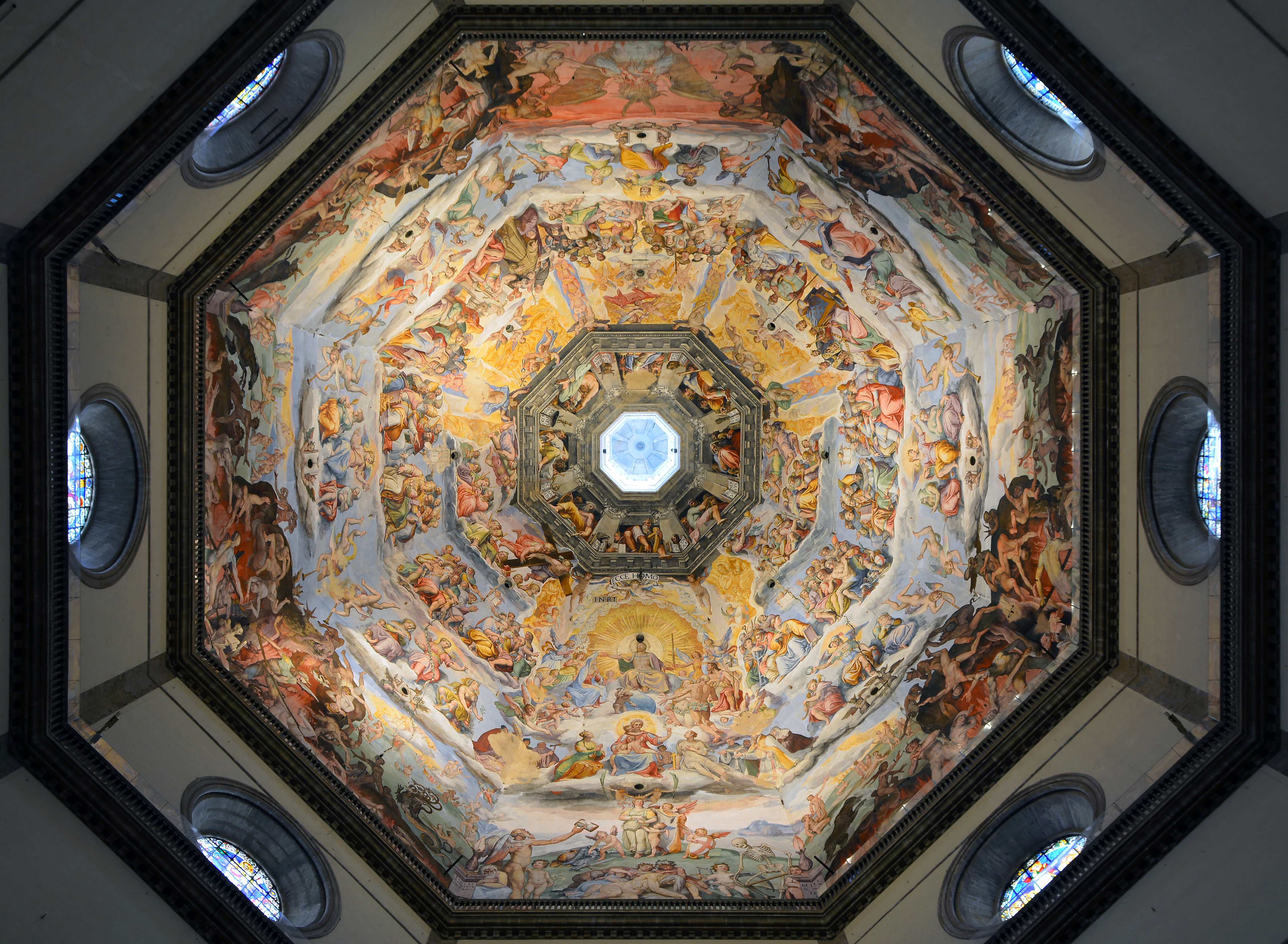
Interiér dómu ve Florencii
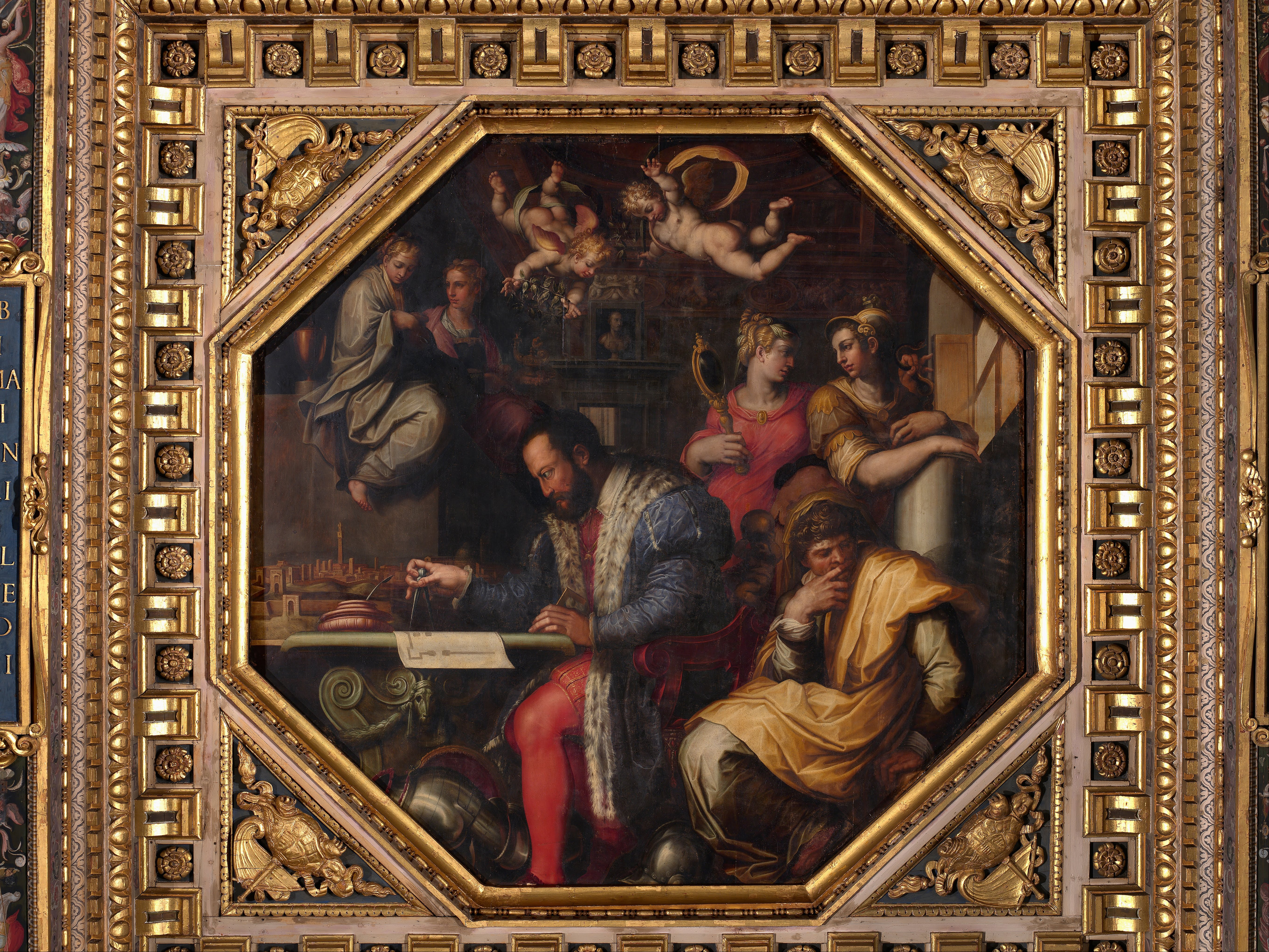
Cosimo studující v Sieně
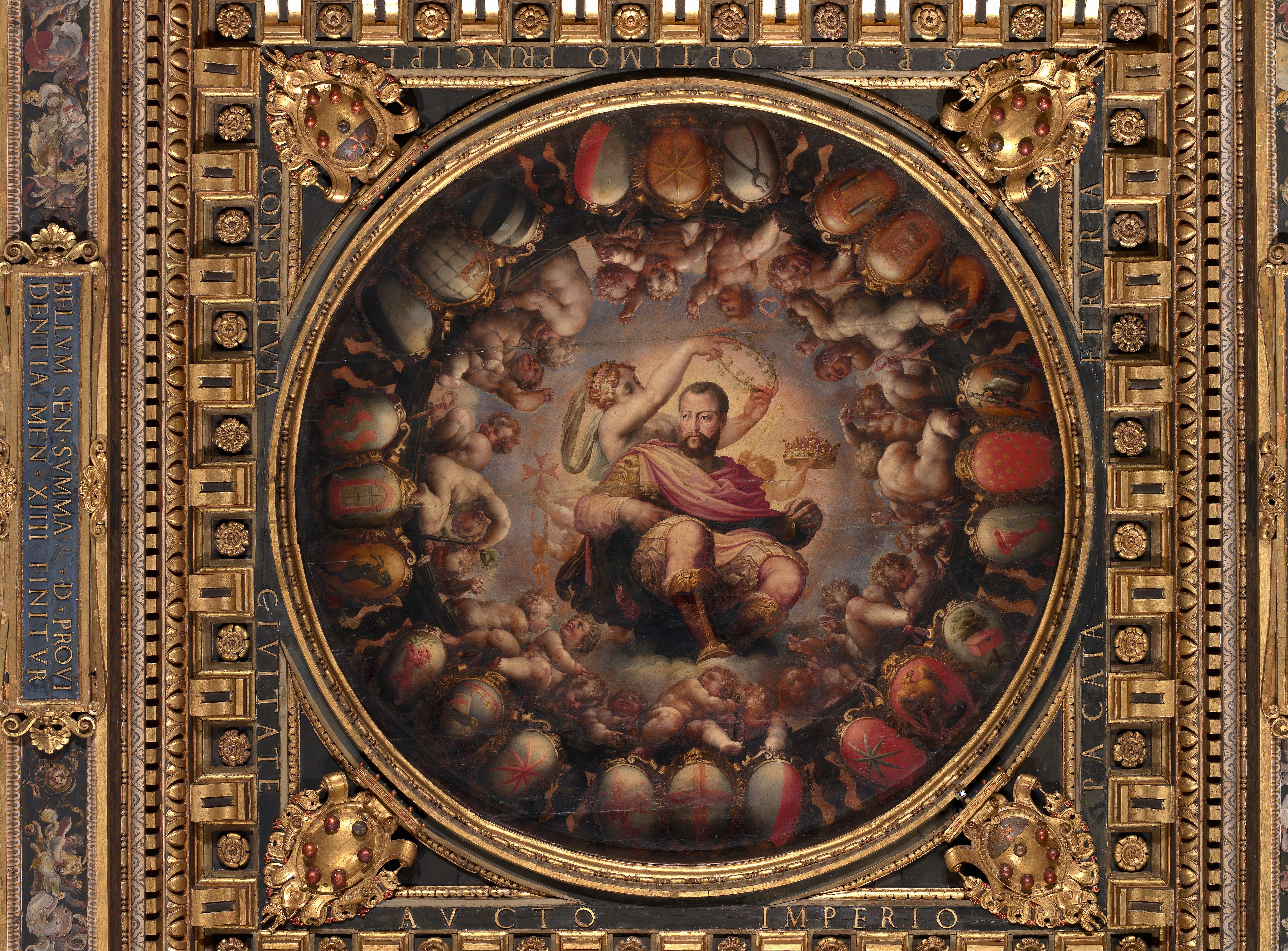
Apoteóza Cosima I.
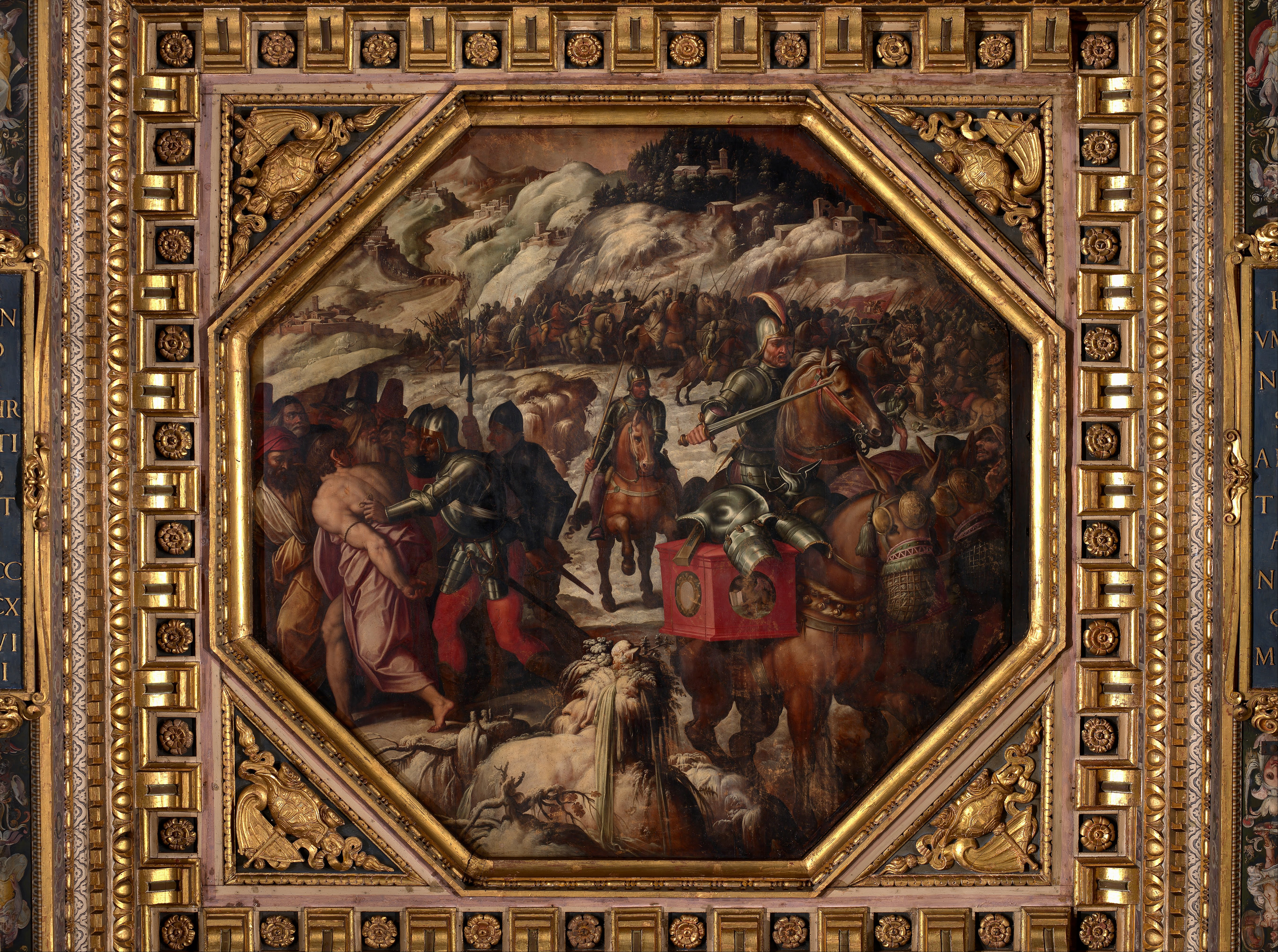
Porážka Benátčanů u Casentina

Giorgio Vasari – Kniha návrhových kreseb
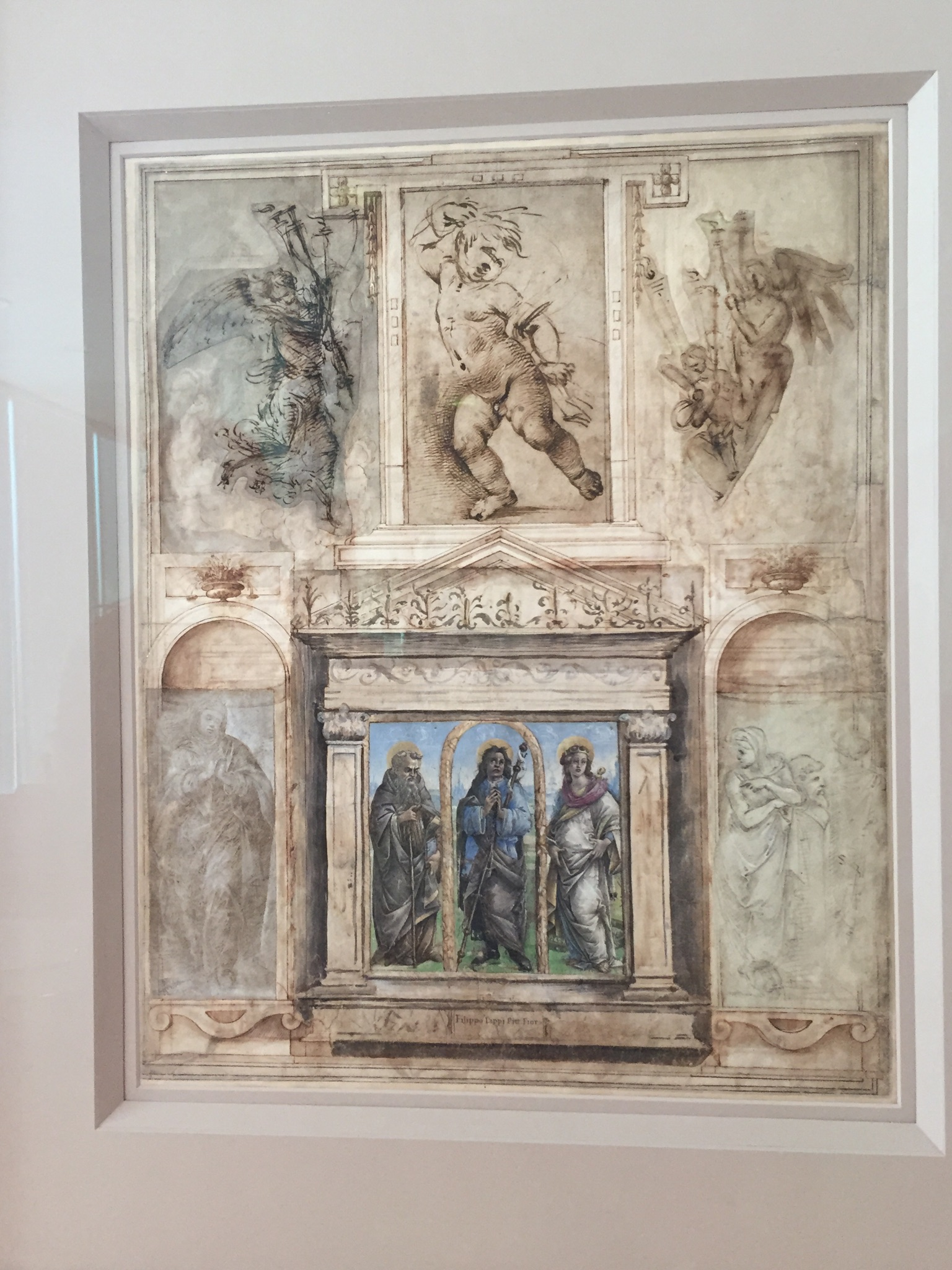
Giorgio Vasari, kresby podle Filippina Lippi, Botticelli, Raffaellino del Garbo
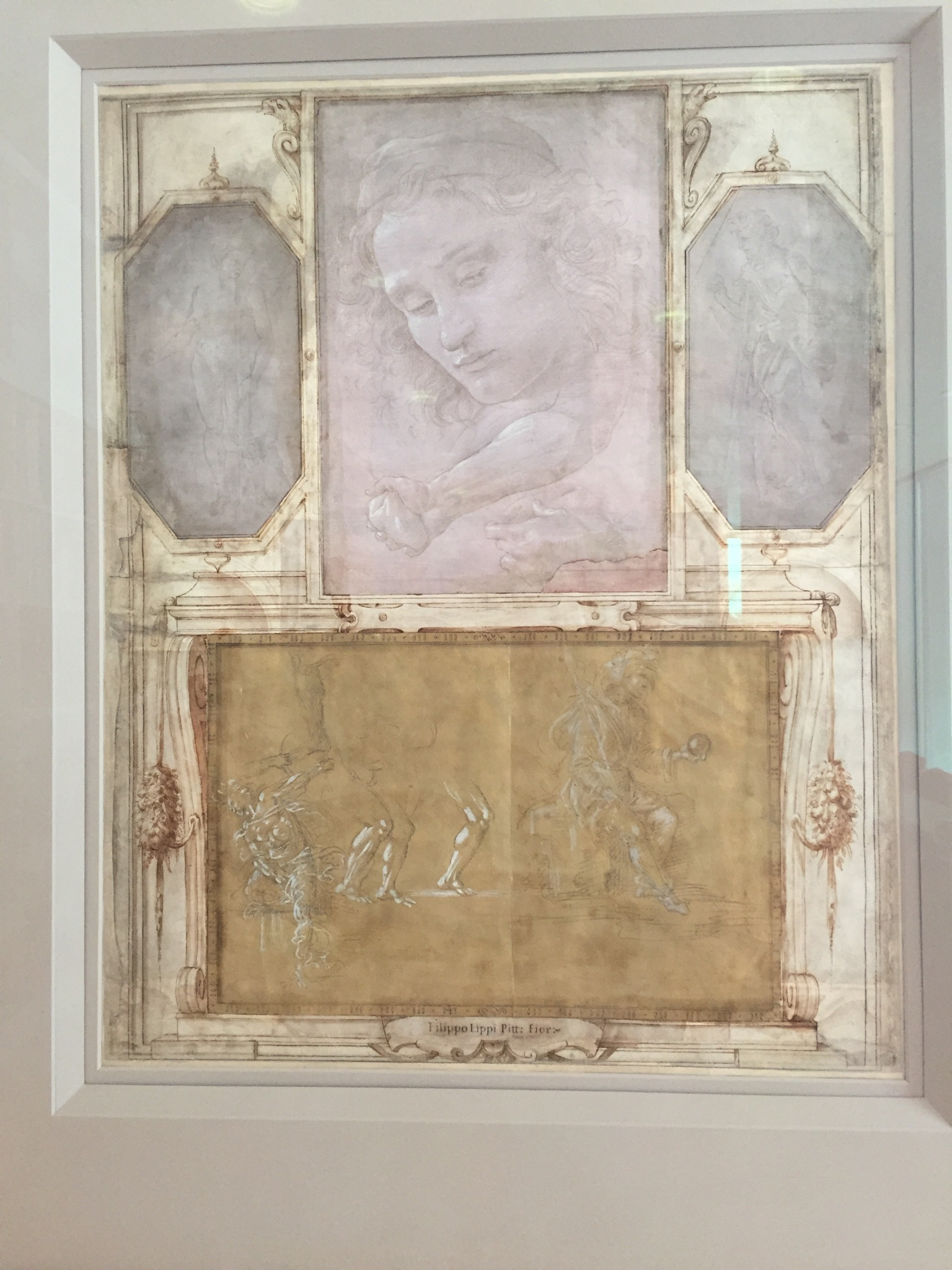
Giorgio Vasari, kresby podle Filippina Lippi, Botticelli, Raffaellino del Garbo

Giorgio Vasari – architekt
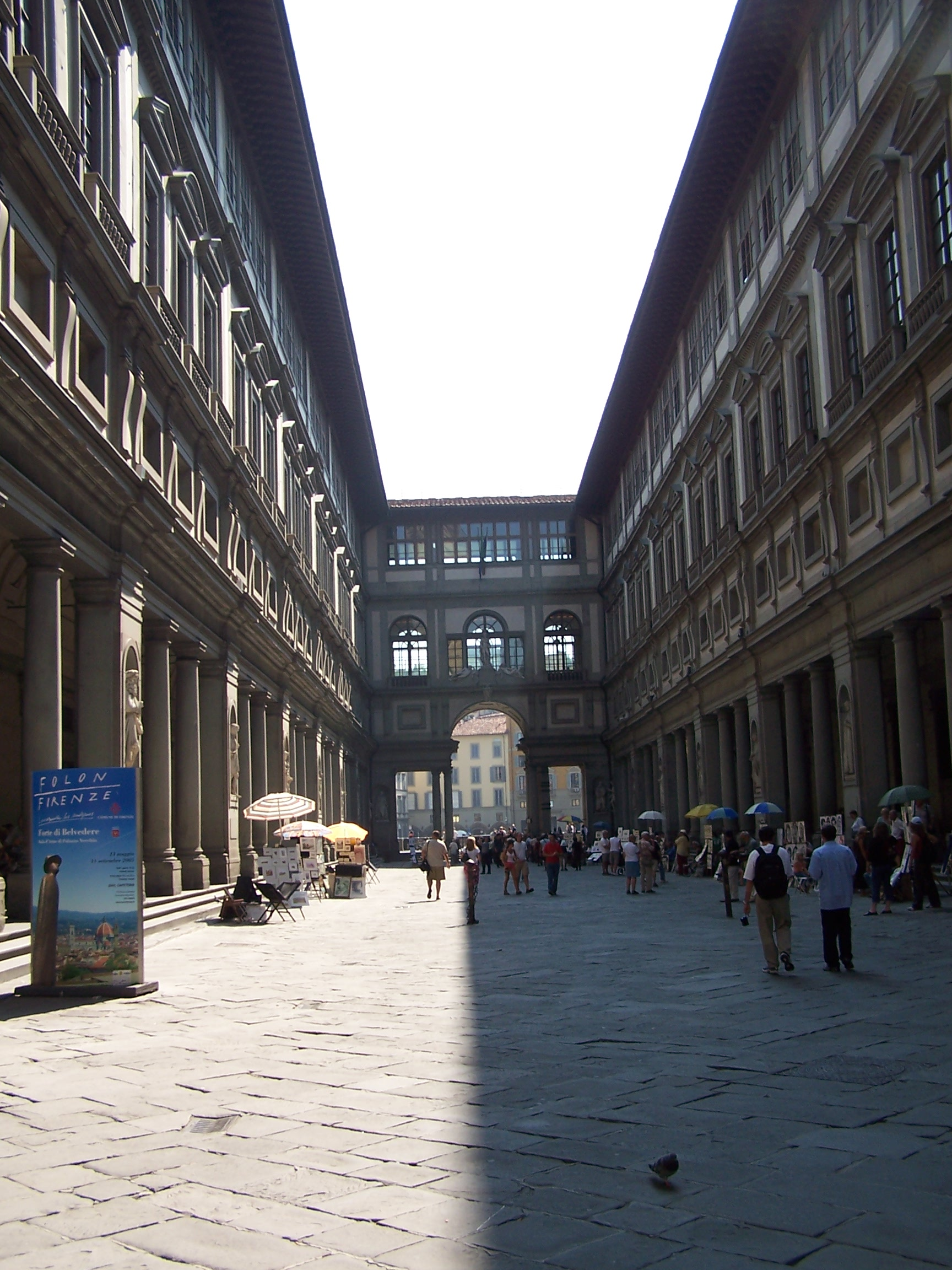
Kolonáda a lodžie paláce Uffizi
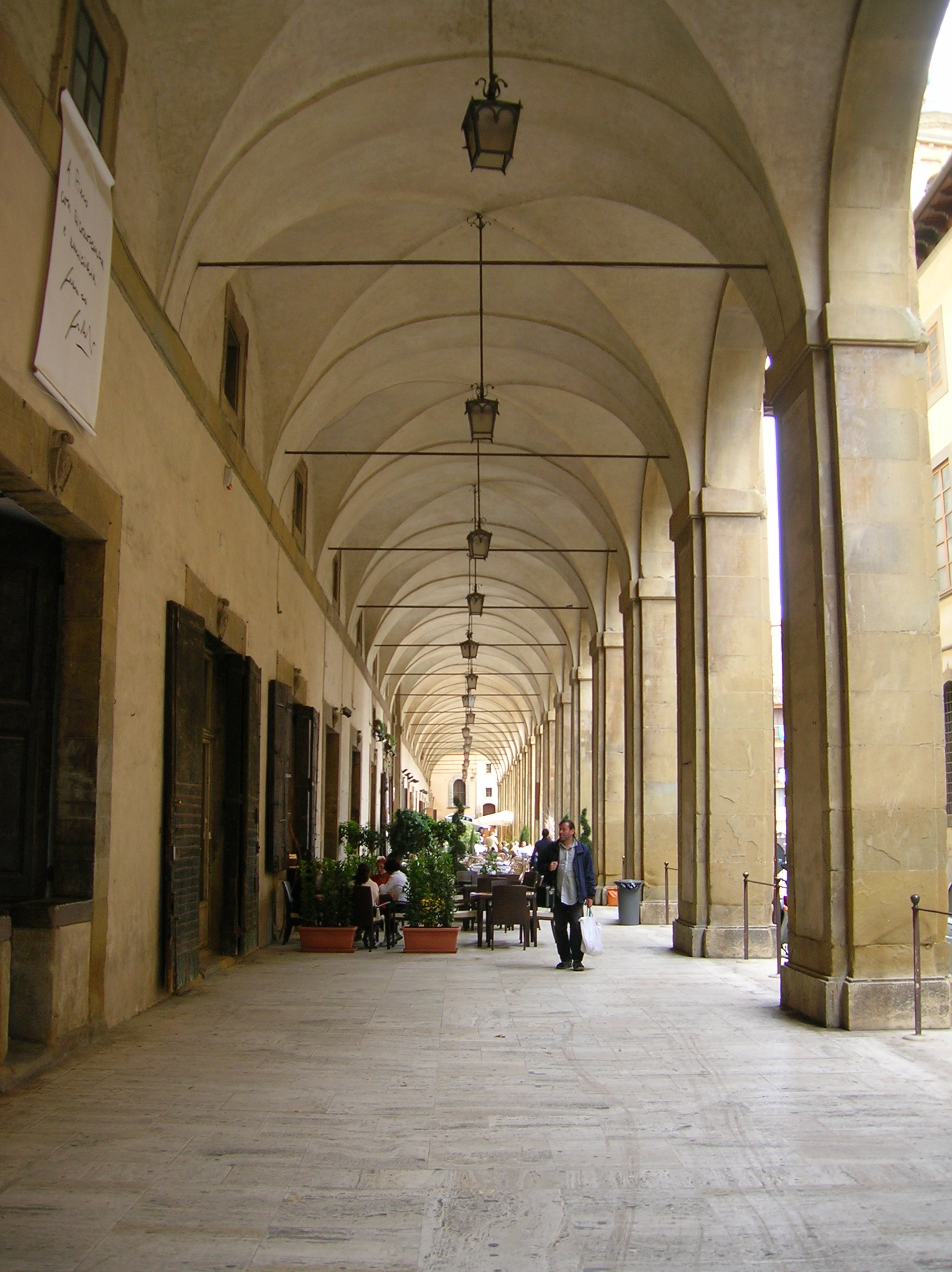
Vasariho lodžie v Arezzu
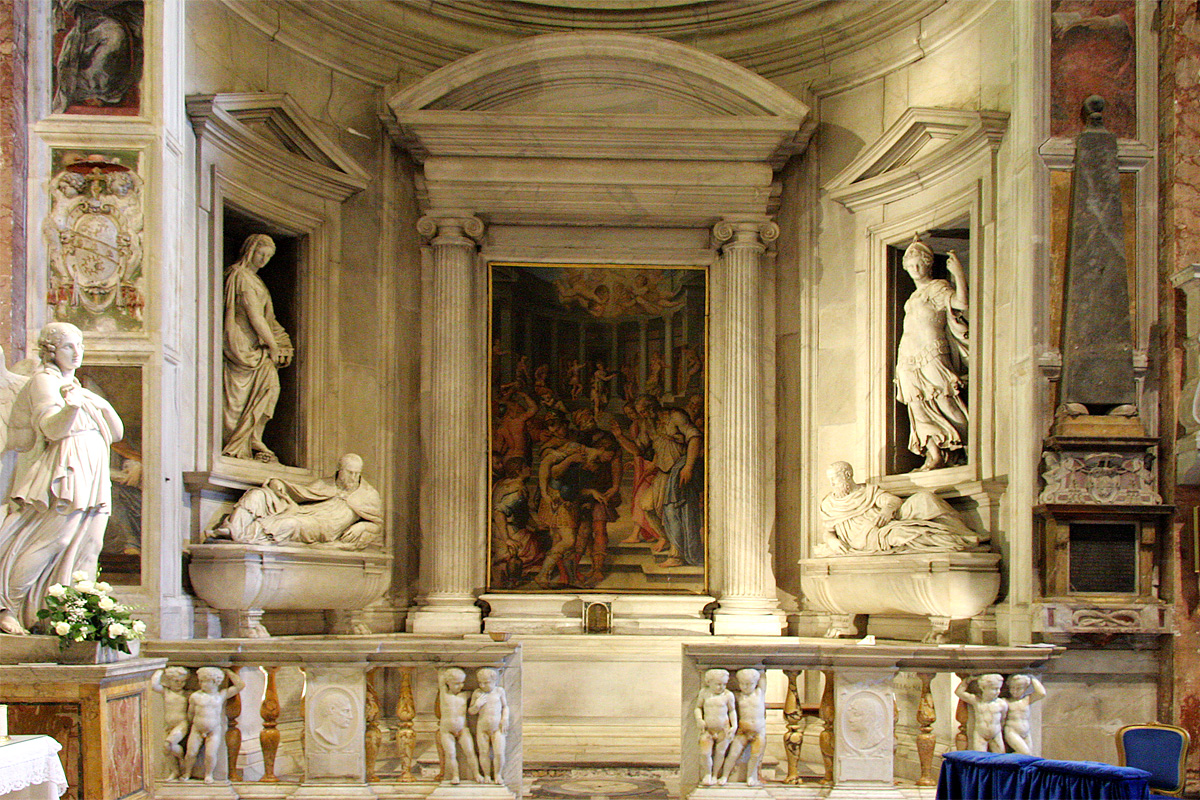
kaple chrámu San Pietro in Montorio, Řím
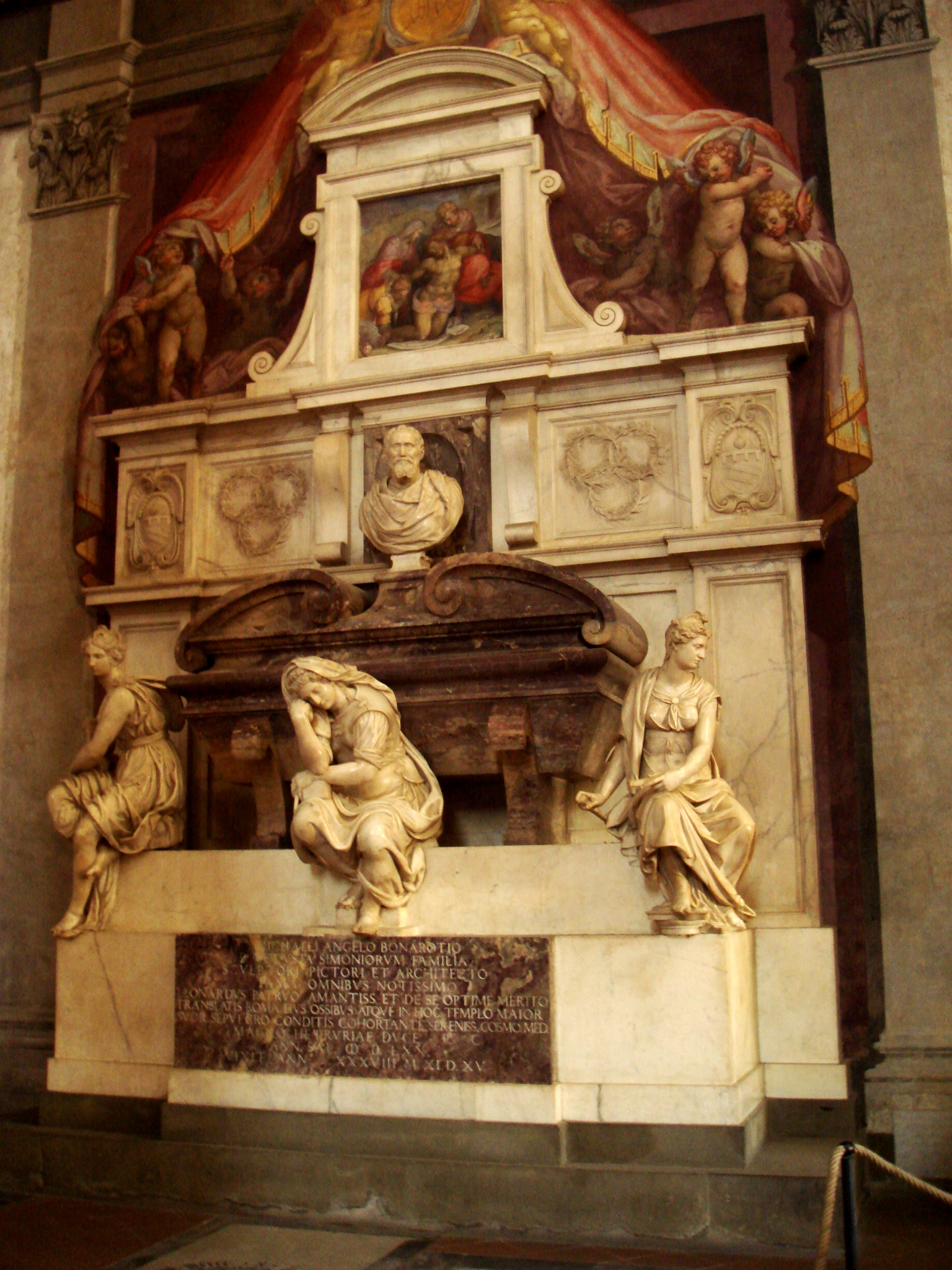
Michelangelova hrobka
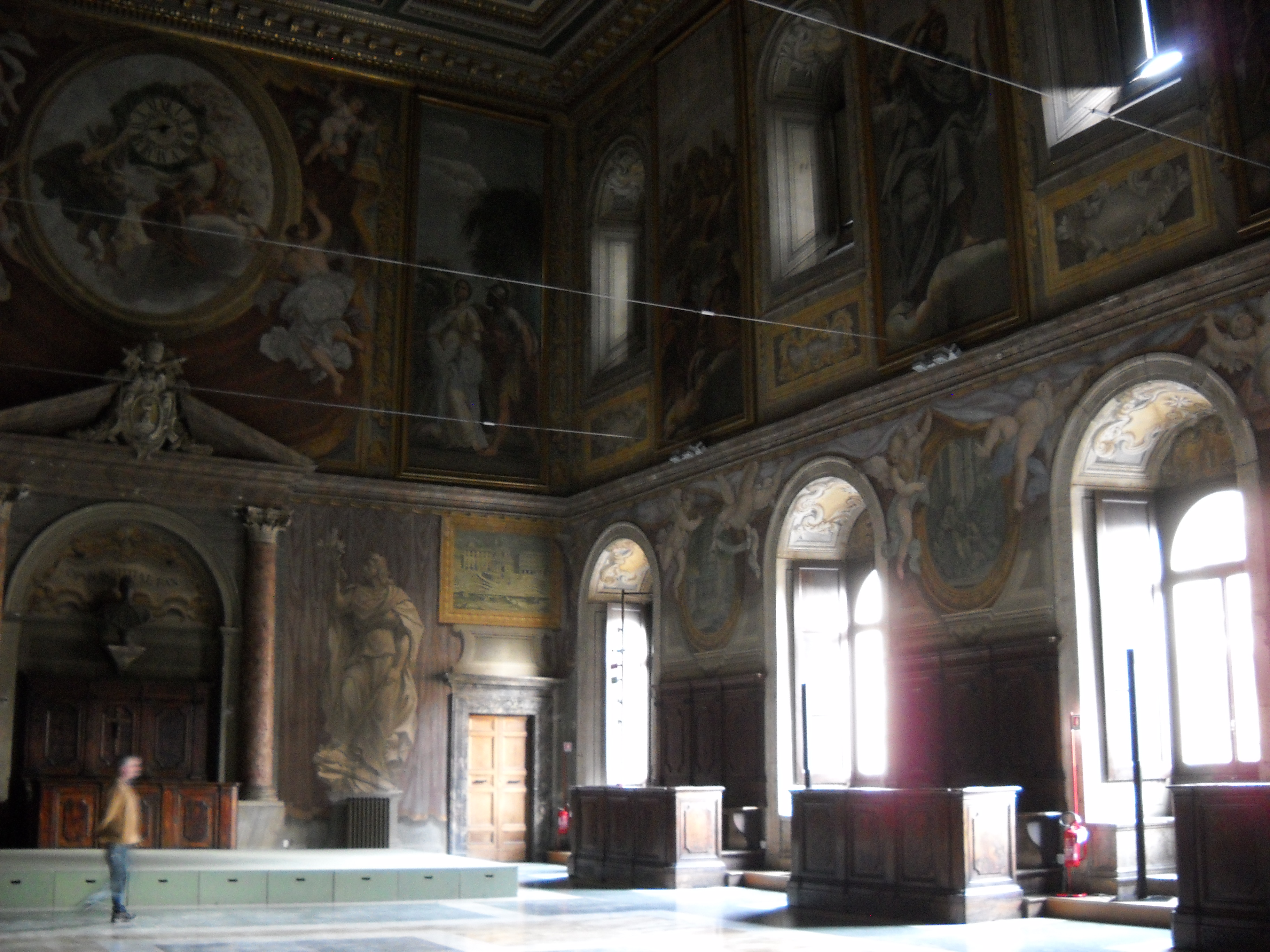
„Sál sta dnů“ – Palazzo della Cancelleria, 1547
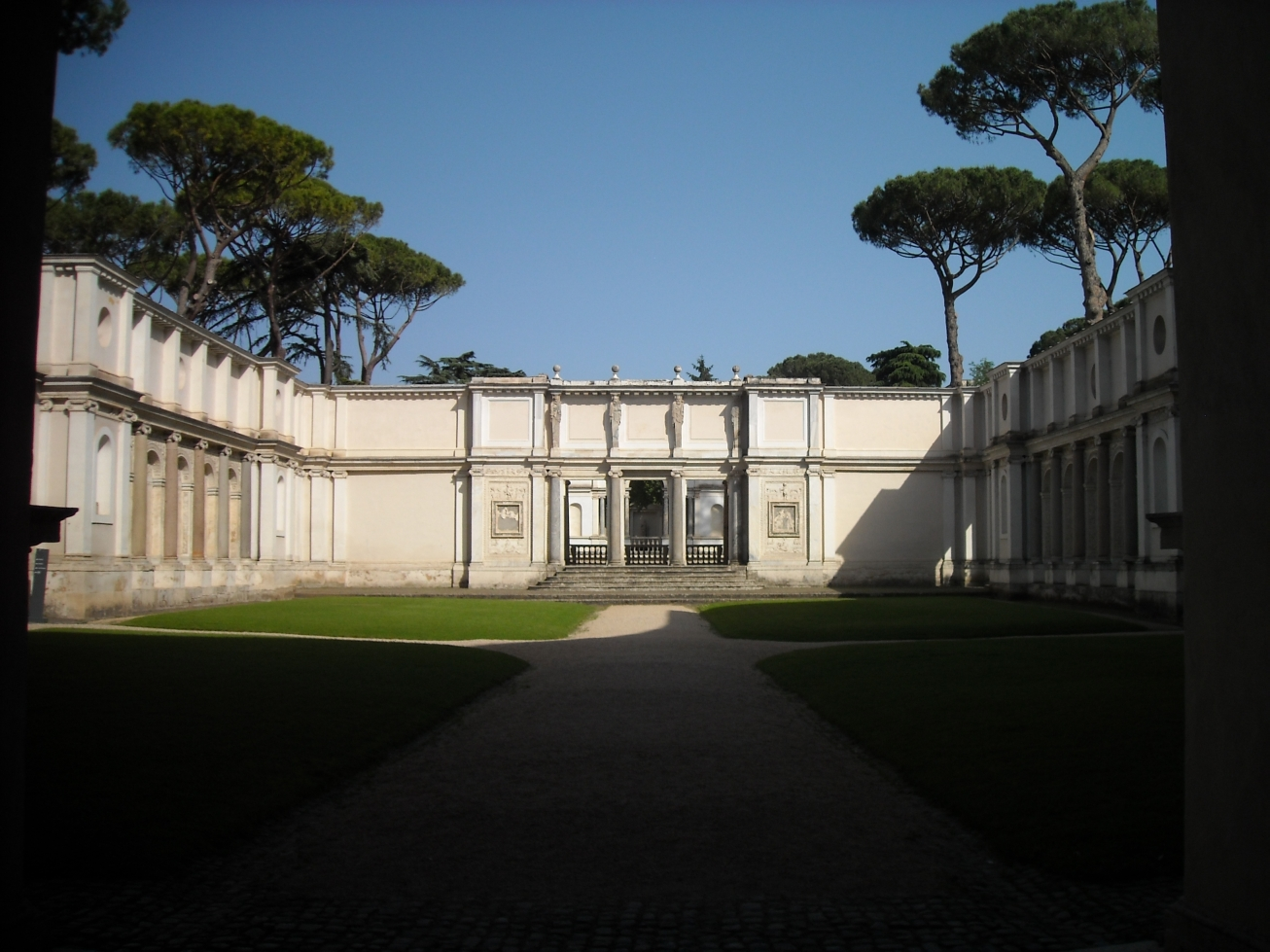
Villa Giulia
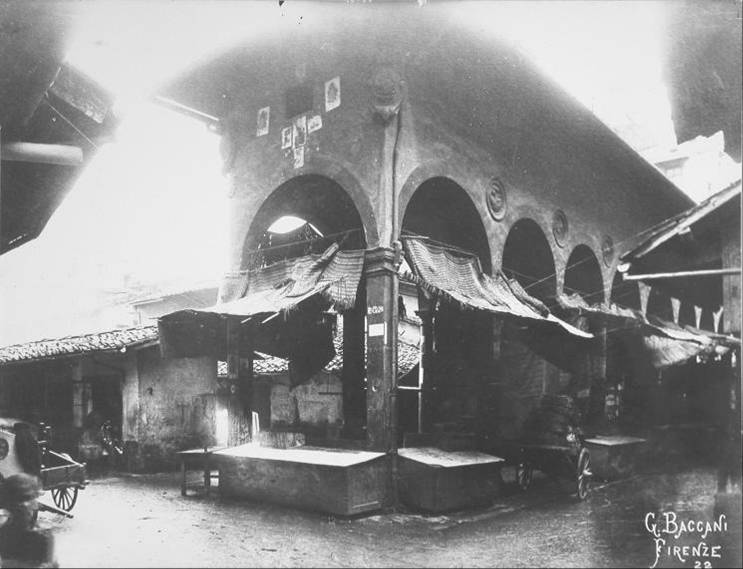
Lodžie obchodníků, Florencie, těsně před demolicí v roce 1880